# Historia de la dinastía Song
La dinastía Song (en chino, 宋朝; pinyin, Sòng cháo,; 960-1279) de China fue una dinastía gobernante que controló la China histórica y el sur de China desde la mitad del siglo X hasta el último cuarto del siglo XIII. Esta dinastía marcó un hito en el campo de las innovaciones en la ciencia y la tecnología en la China antigua, con la aparición de figuras intelectuales eminentes como Shen Kuo y Su Song y revolucionario uso de la pólvora negra (catapultas que lanzaban bombas, fusiles, lanzallamas y minas explosivas). Sin embargo, también fue un período de inestabilidad política y militar, hasta cierto punto un impedimento para el progreso, por facciones políticas opuestas y, a veces agresivas. La política de gestión de fronteras del primer ministro Wang Anshi exacerbó las relaciones hostiles a lo largo de la frontera chino-vietnamita, lo que lleva a una guerra contra la dinastía Lý. Aunque este conflicto terminó sin un vencedor real, la derrota militar durante la invasión de los yurchen en el norte, en 1127, obligó a la corte Song a huir de Kaifeng, para establecer la nueva capital en Hangzhou. Los Song , más tarde, luego desarrollan su poder marítimo para defenderse contra los yurchen de la dinastía Jin instalados en el Norte. Aunque los Song lograron impedir los sucesivos intentos de invasión de los yurchen, los mongoles dirigidos por Genghis Khan, Ogodei y finalmente Kublai Khan conquistaron China hasta la caída del último emperador Song en 1279.

## Fundación de los Song
La dinastía de los Zhou posteriores, fue la última de las cinco dinastías, que controló el sur de China después de la caída de la dinastía Tang en 907. Zhao Kuangyin, más tarde conocido con el nombre de emperador Song Taizu (c. 960-976), usurpó el trono de los Zhou con el apoyo de comandantes militares en 960, iniciando así la dinastía Song. Una vez en el trono, su objetivo principal fue reunificar China después de medio siglo de división política. Para ello, el emperador debía reconquistar Nanping, Wuyue, los territorios de la dinastía Han del Sur, de los Shu posteriores, de los Tang del Sur en China meridional, pero también los de los Han del Norte y las Dieciséis Prefecturas en el norte de China. Con oficiales competentes como Yang Ye (m. 986), Liu Tingrang (929-987), Cao Bin (931-999) y Huyan Zan (m. 1000), el nuevo poder militar de los Song se convirtió en la fuerza dominante en China. Las tácticas militares innovadoras, como la defensa de las líneas de suministro en los puentes flotantes, permitieron a los Song obtener importantes victorias contra los Tang del Sur, al cruzar el río Yangtsé en 974. Gracias al uso masivo de flechas incendiarias por sus ballesteros, las fuerzas Song lograron derrotar al legendario cuerpo de elefantes de guerra del los Han del Sur el 23 de enero de 971. Esta batalla marcó la sumisión de los Han del Sur y el final del primer y el último cuerpo de elefantes de guerra utilizado en un ejército chino.

Mapa de las dinastías Song del Norte, Liao y Xi occidentales.

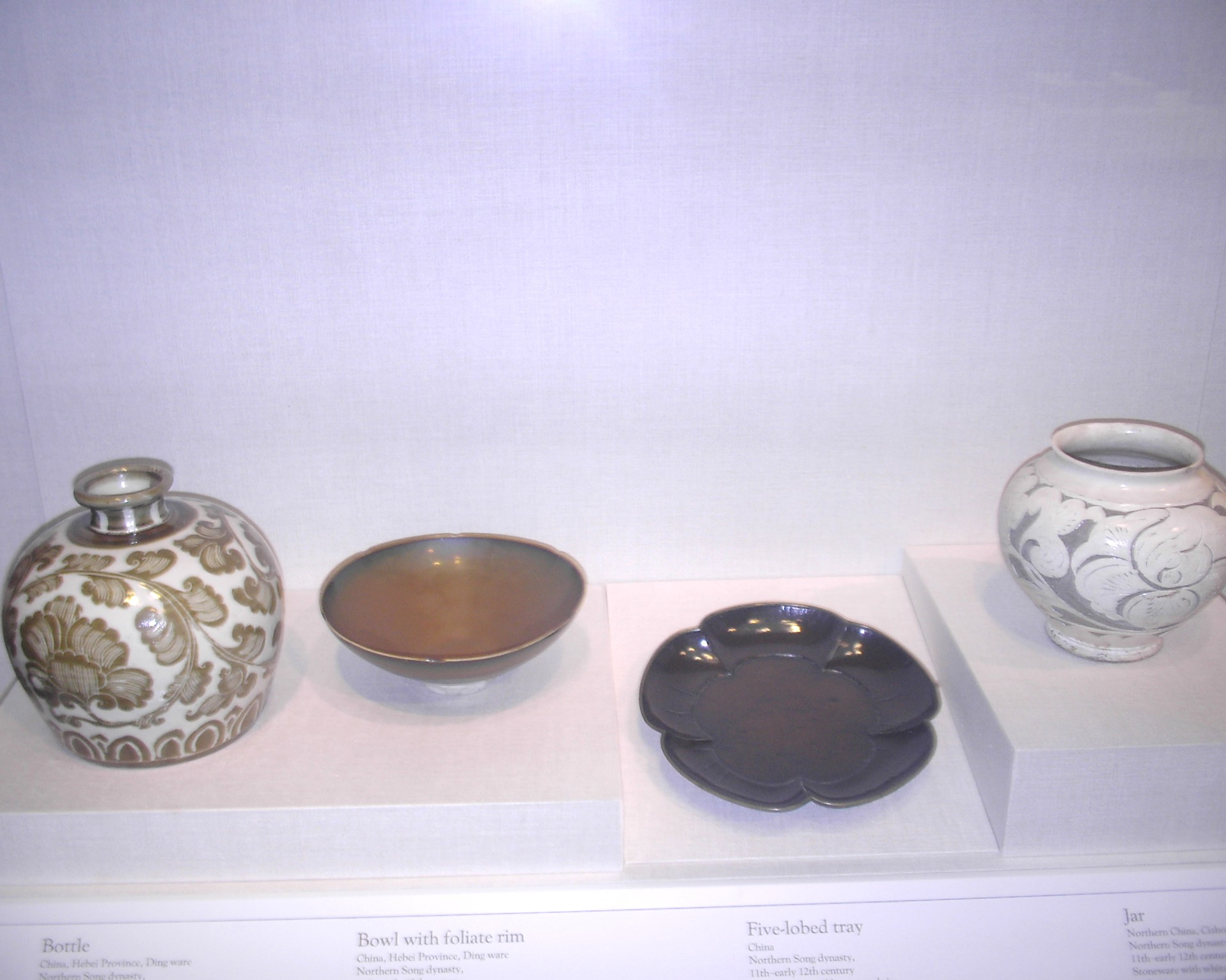
Objetos fabricados con porcelana, laca y [gres) de la dinastía Song.

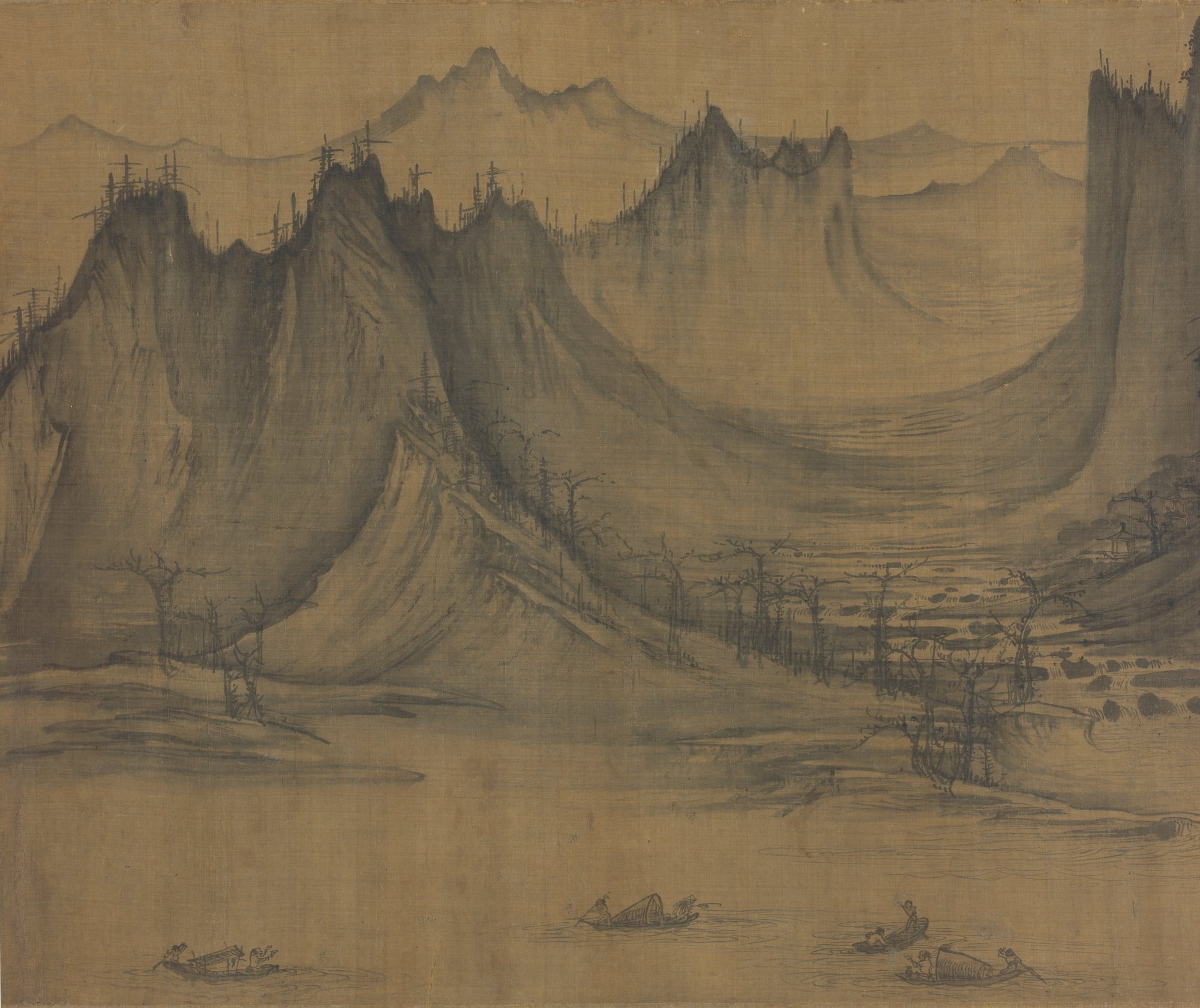
Nana de los pescadores, una de las pinturas más famosas de Xu Daoning (970-1051).

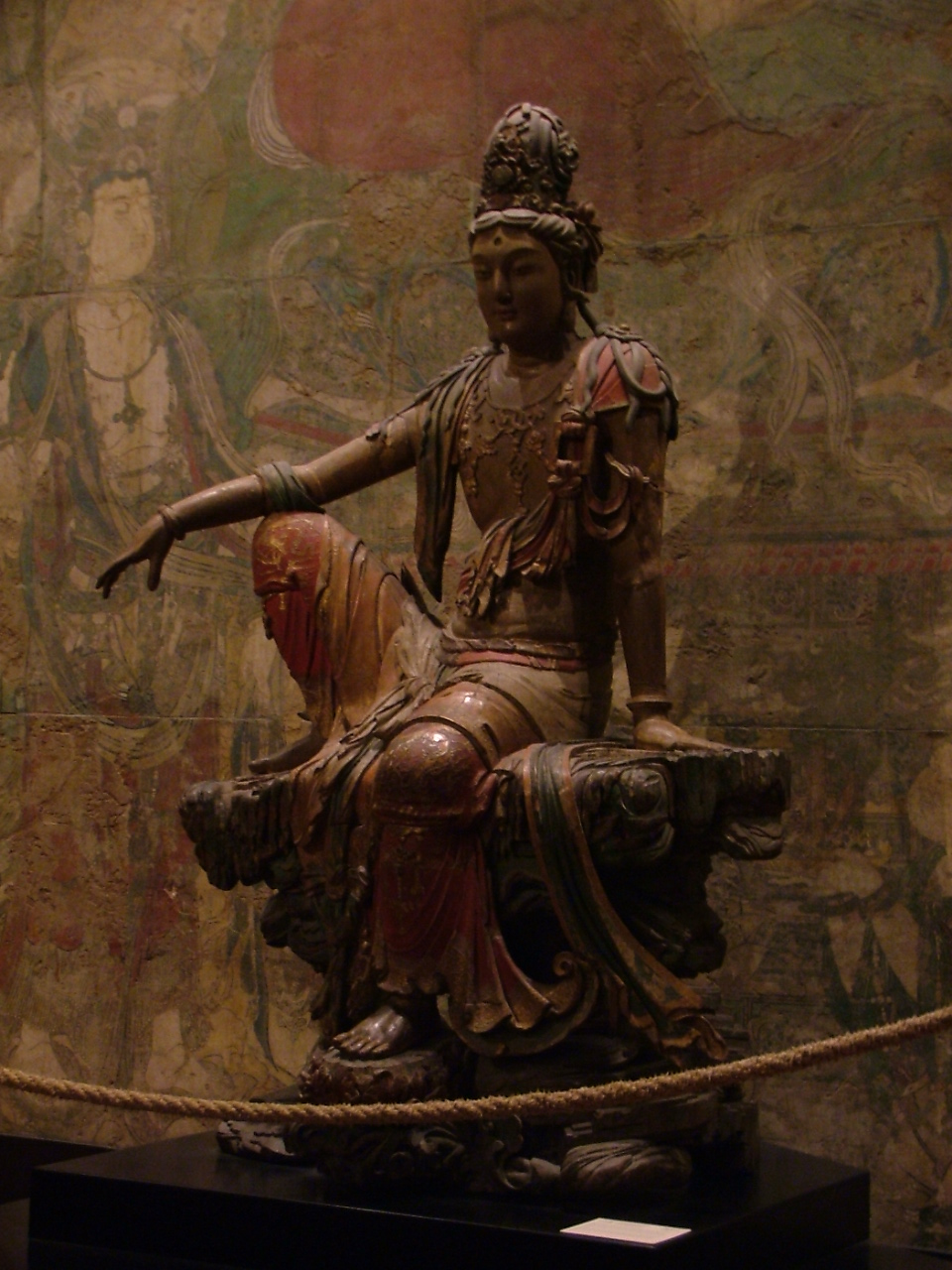
Estatua de Guan Yin de madera policromada de la dinastía Liao, provincia de Shanxi, China, (907-1125).

La consolidación en el sur terminó en 978, con la conquista de Wuyue. Las fuerzas militares Song luego se dirigieron para luchar contra los Han del Norte, quienes cedieron en 979. Sin embargo, los esfuerzos para tomar las Dieciséis Prefecturas fueron en vano y estas finalmente se incorporaron al estado de Liao situado en Manchuria. En cuanto al lejano noreste, los tanguts controlaban la región de Shaanxi desde el nombramiento en la corte de los Tang posteriores en 881, de un líder tangut como gobernador militar (jiedushi) de la región, que luego se convirtió en hereditaria (formando así la dinastía Xia occidental). A pesar de ostentar un poder militar equiparable al de la Dinastía Liao, los Song lograron algunas victorias significativas contra los Xia occidentales, que finalmente cayeron durante la conquista mongola de Genghis Khan en 1227.
Después de la consolidación política resultante de la conquista militar, el emperador Taizu organizó un banquete, que se hizo famoso, al que se invitó a todos los altos rangos que habían servido a los Song en las diversas campañas militares. Mientras sus oficiales bebían y festejaban con el emperador, este les habló de un posible golpe militar en su contra, similar a los de la época de las Cinco Dinastías. Los oficiales protestaron contra esta idea e insistieron en que nadie estaba tan calificado como él para gobernar el país. Un pasaje del Song Shi describe la escena de esta manera: «El Emperador dijo, "La vida del hombre es corta. La felicidad consiste en tener buena salud, amar la vida y luego poder transmitir la misma prosperidad a los descendientes. Si ustedes, mis oficiales, renuncian al poder militar, se retiran a las provincias y eligen las mejores tierras para vivir y pasar el resto de sus vidas en paz y placer... ¿No sería mejor que vivir? una vida de peligro e incertidumbre? Para que no haya sombra de sospecha entre los príncipes y los ministros, combinaremos nuestras familias con las bodas, y así los líderes y los súbditos, unidos en la fraternidad y la amistad, disfrutarán de la tranquilidad"... Al día siguiente, todos comandantes militares renunciaron, pretextando (imaginarias) enfermedades, y se retiraron a los distritos del país, donde el emperador los cubrió con regalos espléndidos, y los nombró con altos cargos oficiales»".
El emperador Taizu desarrolló una burocracia centralizada efectiva compuesta de funcionarios académicos civiles. Los gobernadores militares regionales y sus partidarios fueron reemplazaos por funcionarios nombrados por el gobierno central. Este sistema de gobierno civil, dio lugar a una mayor concentración de poder en manos del gobierno central dirigido por el emperador. A principios del siglo XI, cerca de 30 000 personas acudían cada año a los exámenes imperiales de nivel prefectural, antes de llegar a 80 000 a finales del siglo XIII y a 400 000 en el siglo XIII. A pesar de la creación de nuevos gobiernos municipales, el número de prefecturas y provincias se mantuvo estable en comparación con el período anterior a la toma de poder de los Song. A medida que más y más personas participaban en los exámenes imperiales, el número de candidatos seleccionados evolucionaba muy poco en relación con los períodos anteriores, haciendo así los exámenes de la función pública muy selectivos para los candidatos.
El emperador Taizu también encontró otras formas de consolidar y fortalecer su poder. En particular, actualizar los mapas del país, de modo que la administración central pudiera tratar fácilmente los asuntos de las provincias. En 971, ordenó a Lu Duosun actualizar y «reescribir todas las [cartas] [Tu Jing] en el mundo». A pesar de la enormidad de esta tarea para un hombre, Lu Duosun recorrió las provincias y coleccionó índices geográficos enriquecidos con una gran cantidad de detalles. Con la ayuda de Song Zhun, el trabajo titánico terminó en 1010, con alrededor de 1566 capítulos. El texto histórico Song Shi refiere más tarde (nombres según la transcripción Wade-Giles): «Yuan Hsieh (m. 1220) fue director general de los graneros de granos del Gobierno. Para continuar su acción contra las hambrunas, ordenó a cada pao (pueblo) preparar un mapa que mostrara los campos, montañas, ríos y caminos en gran detalle. Los mapas del pao se agruparon para formar el mapa del tu (distrito), que a su vez se agruparon para formar los mapas de hsiang y hsien (distritos más grandes). Si surgían problemas durante la recaudación de impuestos o la distribución de granos, o si se informaba de la presencia de ladrones o bandidos, los funcionarios provinciales podían realizar sus tareas rápidamente con la ayuda de estos mapas».
Taizu mostró asimismo un gran interés por la ciencia y la tecnología. Utilizó el taller Imperial para apoyar algunos proyectos como la esfera armilar hidráulica de Zhang Sixun (para observaciones astronómicas y medición del tiempo) que utilizaba mercurio líquido en lugar de agua (el mercurio líquido no se puede congelar durante invierno).
El emperador también poseía una mente abierta para la administración de los asuntos, especialmente en aquellos considerados extranjeros. Nombró, por ejemplo, al musulmán Ma Yize (910-1005) astrónomo jefe   de la corte Song. Para recibir emisarios del reino coreano de Goryeo, la corte escribió aproximadamente 1500 volúmenes sobre las reglas, instrucciones y pautas específicas que debían seguirse para su recepción. Los Song también enviaron emisarios al exterior, como Wang Yande (939-1006), enviado oficialmente a la ciudad de Gaochang en la región de Sinkiang en 981, mientras estaba bajo el control de los Qarajánidas.

## Relaciones con los Liao y los Xia occidentales

### La gran zanja y el Tratado de Shanyuan

Retrato contemporáneo del emperador Song Taizong, Museo Nacional del Palacio, Taipéi.

Las relaciones entre los Song y los Liao (dirigidas por los kitanos) fueron relativamente pacíficas en las dos décadas posteriores a la fundación de la dinastía Song, a pesar de que los territorios de los Han del Norte y las Dieciséis Prefecturas, de las que ambas partes querían apoderarse, podrían llegar a ser fuente de discordia. En 974, las dos dinastías comenzaron a intercambiar embajadas en el Año Nuevo chino. Sin embargo, en 979 los Song entraron en conflicto con los Han del Norte, que estaban bajo la protección de los Liao. El emperador Song logró obtener la rendición de los Han del Norte. Pero mientras marchaban hacia la capital norteña de los Liao (actual Pekín) en las Dieciséis Prefecturas, las fuerzas Song fueron derrotadas en la Batalla del río Gaoliang. Esta derrota afectó al prestigio político del emperador Song Taizong (976-997); sus comandantes militares intentaron, sin éxito, derrocarlo en favor de su sobrino, Dezhao.
Las relaciones entre los Song y los Liao se volvieron cada vez más tensas y hostiles. En 986, los Song enviaron tres ejércitos contra los Liao para aprovecharse del inexperto joven emperador (un niño) e intentar capturar las Dieciséis Prefecturas. Pero los Liao lograron repeler los ataques de los Song. Después de que las relaciones diplomáticas se reanudaran,, tras una tregua de corta duración, las relaciones entre los dos estados empeoraron de nuevo en el año 990. De 993 a 1004, los Liao vigilaron a los Song mientras que los segundos construyeron una «gran zanja» en la provincia norteña de Hebei entre las montañas de Taihang en el oeste y el mar de Bohai en el este. La zanja se componía esencialmente de canales diseñados para bloquear el avance de la caballería enemiga en el borde norte. Sin embargo, el Estado Liao percibió esta obra como un medio utilizado por los Song para deshacerse de las fuerzas ofensivas de manera más eficiente a través de los cursos de agua así creados. En 999, los Liao comenzaron con ataques anuales en las posiciones de los Song, sin obtener una victoria decisiva. Después planearon reconquistar el área de Guannan en el norte de Hebei, previamente capturado por el general Song Zhou Shizong, y también con rutas con pasajes estratégicos.

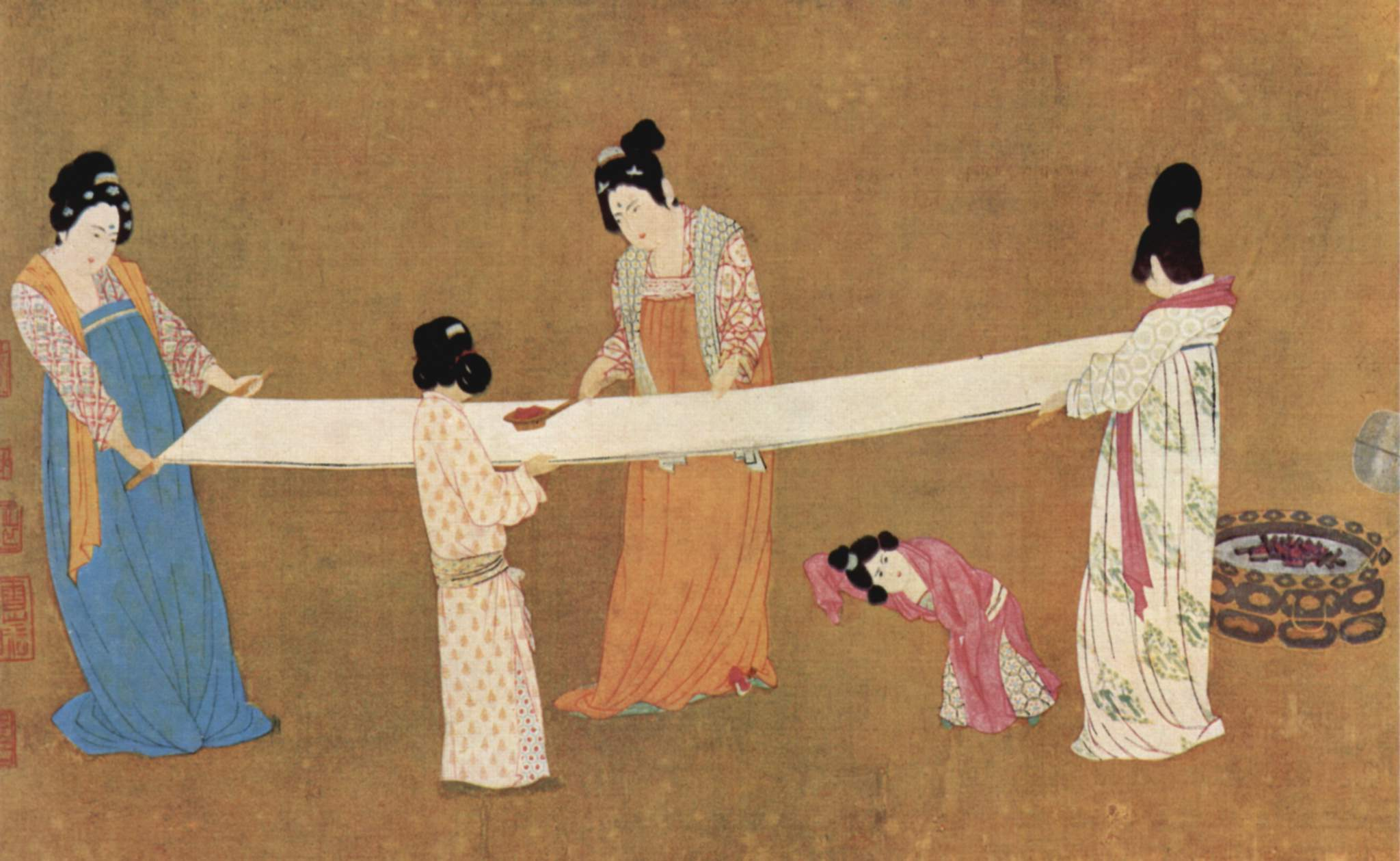
Pintura del de mujeres tejiendo seda. Según el Tratado de Shanyuan, los Song pagaban un tributo de 200 000 rollos de seda anualmente a la dinastía Liao.

En 1004, las fuerzas de los Liao entraron en el territorio de los Song y establecieron un campamento en Shanyuan, a unos 100 km al norte de la capital de la dinastía Song, Kaifeng. Sin embargo, sus tropas estaban en gran medida desbordadas y todas las rutas de retirada podían ser bloqueadas por las fuerzas Song. Finalmente, la «gran zanja» resultó ser un dispositivo defensivo eficaz que retrasó el avance de la caballería Liao y los obligó a exigir una tregua. Las negociaciones condujeron al Tratado de Shanyuan, firmado en enero de 1005 (algunas fuentes citan 1004 debido al calendario lunar chino), que estableció las fronteras entre los territorios Song y Liao tal como estaban definidas antes del conflicto. Los líderes kitanos también querían arreglar matrimonios con la familia Zhao para establecer relaciones con los Song. Pero rechazaron esta oferta, prefiriendo en cambio el establecimiento de un parentesco imperial simbólico.
Sin embargo, el tratado impuso a los Song el pago anual de un tributo y el reconocimiento de la igualdad entre Song y Liao. El tributo se componía de 283 kg de plata y 20 000 rollos de seda, y a partir del año 1042, 500 000 rollos. Sin embargo, incluso aumentando el tributo en 1042 no afectó a la economía de los Song. Las reservas de plata de los Liao, metal que sirvió como moneda, tampoco aumentaron con el tributo debido a que las exportaciones de mercancías de los Song a los Liao eran considerablemente más importantes que las importaciones en sentido inverso. Por lo tanto, gran parte del dinero enviado como tributo a los Liao se utilizaba para pagar a los mercaderes Song y retornaba a los comerciantes chinos y el gobierno.
Hasta que los Song se aprovecharon de la gran rebelión en el reino de los Liao en 1125, mantuvieron relaciones cordiales con la dinastía Liao. Embajadores experimentados eran enviados a la corte y mantenían la paz, como Su Song, relojero, ingeniero y político de renombre. En la misma época, los Song se prepararon para un conflicto armado, aumentando el tamaño total de sus fuerzas armadas a un millón de soldados en 1022. En esta época, el presupuesto militar absorbía las tres cuartas partes de los ingresos fiscales del Estado, comparado con el 2 o 3 por ciento destinados a pagar el tributo a los Liao. En estas circunstancias, rivalidades políticas intensas aparecieron en la corte de los Song sobre la manera de tratar estos problemas.

### Conflicto y diplomacia en el noroeste

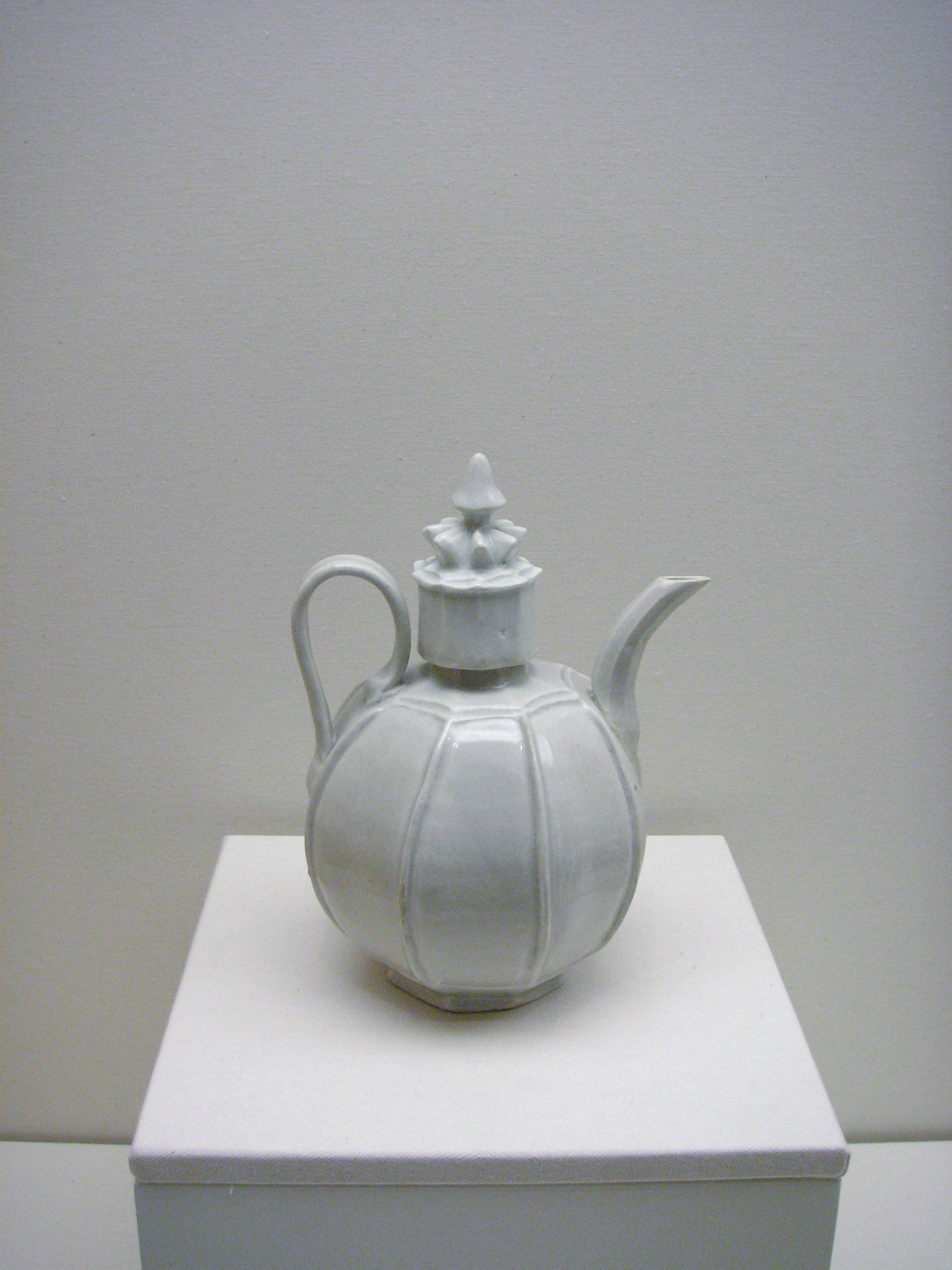
Tetera de porcelana de estilo Qingbai, de Jingdezhen, dinastía Song.

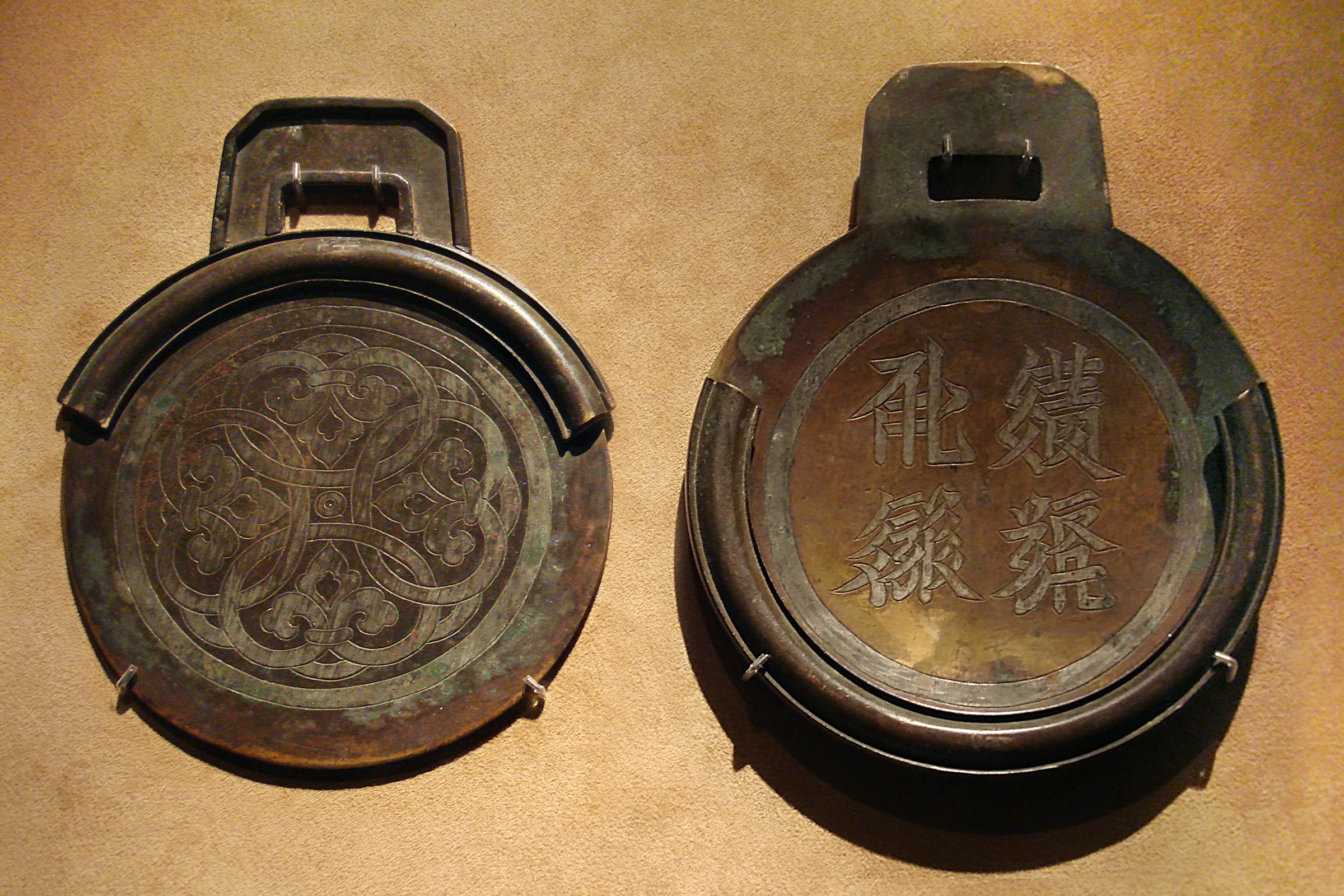
Decretos de bronce escritos en idioma tangut de los Xia occidentales. Dichos decretos se usaban para enviar documentos y mensajes urgentes, bajo las órdenes del emperador. Cuando estas piezas entrelazadas eran asociadas, probaban la identidad del portador.

Los Song entraron en conflicto con los tanguts de la dinastía de los Xia occidentales a principios de los años 980, cuando intentaron reconquistar las prefecturas de Ordos anteriormente en manos de los Tang posteriores, entonces propiedad de los tanguts. Después de la muerte de su dirigente Li Jiqian en 1004, los tanguts dirigidos por Li Deming (c, 1005-1032) comenzaron atacando a los Song, antes de formar una relación pacífica con ellos en el contexto de beneficios económicos mutuos hasta 1038.pLorge, 2005, p. 44
En 1034, Li Jipeng (también conocido como Zhao Baozhong) dirigió una incursión en el territorio de los Xia y destruyó las plazas fuertes. En respuesta, los tanguts de Li Yuanhao (1003-1048) lanzaron un ataque contra Qinzhou el 12 de septiembre de 1034. Li Yuanhao luego liberó a los oficiales y soldados Song capturados durante este asalto. El 29 de enero de 1035, las relaciones se restablecieron cuando Li Yuanhao envió un tributo de cincuenta caballos a la corte Song y pidió una copia de un canon budista a cambio. Los Song accedieron a su petición. La administración de Li siguió el modelo tradicional chino de burocracia, al tiempo que conservó algunas costumbres y un sistema de escritura tangut.
En 1038, Li se autoproclamó primer emperador de los Xia occidentales, bajo el nombre de reinado de Jingzong (c. 1038-1048). El 10 de noviembre de 1038, envió a un enviado a la capital de los Song para que reconocieran su nuevo título de Hijo del Cielo Azul y exigiera el final del tributo a los Song en virtud de su nuevo estatus. Los Xia comenzaron a atacar las fronteras de los Song. Después de rechazar sus ataques el 9 de enero de 1039, los Song cerraron sus fronteras y detuvieron las relaciones comerciales; se prometió una recompensa de 100 000 collares de monedas a cualquiera que capturara al emperador Jingzong. Al final de la guerra en 1044, ambas partes deploraron la pérdida de decenas de miles de soldados. A pesar de las impresionantes victorias al comienzo de la guerra, el emperador Jingzong no pudo conquistar ningún territorio nuevo. Cedió a la petición de la Song, quienes le pidieron que se considerara un sujeto inferior cuando se dirigiera a los Song y aceptó seguir los rituales de los Song para la organización de las ceremonias oficiales.McGrath, 2008, pp. 157–158 A lo largo de la guerra, los Song mantuvieron una serie de puestos militares fortificados dispersos a unos 480 km, desde las prefecturas más occidentales de Shaanxi hasta la Comandancia de Hedong (actual Shanxi). Como no pueden contar econ barreras defensivas de agua en esta región (como la «gran zanja» utilizada en Hebei contra los Liao), guarnecieron una gran cantidad de soldados en esta gran superficie, con 200 batallones imperiales y 900 batallones provinciales en 1043.
Las relaciones se rompieron de nuevo en 1067 con el acceso del emperador Song Shenzong al poder, seguido de un éxito considerable en la conquista de los territorios de los tanguts en la década de 1070. Un sentimiento expansionista impregnó la corte de Shenzong, al igual que el deseo de tomar el control de los territorios considerados como pertenecientes al líder legítimo de China. Por lo tanto, cuando un general de los Song lideró un ataque contra una ciudad fronteriza de los Xia occidentales, Shenzong fue en persona para apoyarlo13. Para castigar a los Xia occidentales y afectar su economía, el emperador Shengzong puso fin a las relaciones comerciales fronterizas. El científico y político Shen Kuo (1031-1095) fue enviado a Yanzhou (actual Yan'an, provincia de Shaanxi) en 1080 para evitar una invasión militar tangut. Se las arregló para defender su posición fortificada, pero el nuevo gran consejero Cai Que lo hizo responsable de la muerte de un oficial militar rival y la aniquilación de sus fuerzas. Shen Kuo fue expulsado y el estado abandonó el territorio que este había logrado defender.
En 1085, el emperador Song Zhezong ascendió al trono a la edad de nueve años; la emperatriz viuda Gao aseguró la regencia con mano de hierro. Tras la muerte de esta en 1093, el emperador Song Zhezong se afianzó en la corte, eliminando a los políticosbconservadores 
dirigidos por Sima Guang, relanzando las reformas de Wang Anshi y poniendo fin a todas las negociaciones con los tanguts de los Xia occidentales. Esta posición revivió el conflicto armado entre este último y la dinastía Song. En 1099, los Song del Norte lanzaron una campaña en Xining y Haidong (en la moderna provincia de Qinghai), ocupando áreas controladas por el régimen de Gusiluo desde el siglo X. En 1116, todo el territorio de Gusiluo se anexó e integró a las prefecturas de los Song, convirtiéndose en la frontera más occidental con los Xia occidentales.

## Relaciones con Lý de Vietnam y conflicto fronterizo

### Contexto

Mapa de la península vietnamita, con la representación de los tres imperios que controlaban este territorio en 1100.

Desde aproximadamente un milenio, varias dinastías chinas controlaron el norte de Vietnam, hasta la independencia de la dinastía Ngô (939-967). En 981, los ejércitos de la joven dinastía Song lucharon y perdieron contra la dinastía Lê anterior (980-1009) de Vietnam durante la batalla del río Bach Dang. En 1042, 1048 y 1052, el rebelde vietnamita Nong Zhigao (1025-1053) intentó establecer su propio reino. Los problemas creados en las fronteras del sur de los Song provocaron una ofensiva contra Nong Zhigao en la década de 1050. Esta invasión permitió a los Song conquistar las zonas fronterizas habitadas por los tailandeses. En estos nuevos territorios, desde 1075 hasta 1077, confrontaciones cada vez más directas oponían a los Song con la dinastía Lý (1010-1225). En las fronteras, los Song buscaban maximizar los beneficios económicos, mientras que los Lý se esforzaban por consolidar sus feudos limítrofes.  Para resolver estos conflictos de intereses, un acuerdo negociado por ambas partes estableció una línea divisoria, ampliamente mantenida hasta hoy día.

### Hostilidades fronterizas
La corte Lý no intervino cuando el general Di Qing (1008-1061) aplastó la rebelión fronteriza de Nong Zhigao en 1053. Durante las siguientes dos décadas de relativa paz, los Lý observaban la amenaza de la expansión de la dinastía Song. Los soldados de Di Qing (originarios de Shandong) se asentaron en áreas utilizadas por los Lý para explotar recursos naturales, seguidos por más y más chinos han del norte del río Yangtsé.
El comisario fiscal de Guangnan occidental, Wang Han (fl. 1043-1063), temía que el clan Nong Zhigao, los Nùng Tông Đán, intentaran saquear la región después de haber cruzado la frontera Song en 1057. Wang Han fue al campamento de los Nùng Tông Đán en persona y negoció con el hijo de Nong Zhigao. Explica que al unirse al imperio Song, los Nùng Tông Đán definitivamente se alejarían de la corte Lý, pero dependieran de los Song. Por el contrario, si elegían no unirse a la China histórica, sus tropas serían consideradas una milicia fronteriza y no atraerían la ira de los Song. Wang Han envió entonces un informe fechado en 1060 a la corte del emperador Song Renzong (c. 1022-1063) defendiendo la política decidida con los Nùng. El gobierno de Song rechazó su propuesta y forzó a las comunidades Nùng (junto con otros grupos étnicos) a ser formalmente dependientes de la autoridad imperial. La petición de los Nùng Tông Đán de que sus territorios se incorporaran al imperio Song se concedió en 1062.
En 1059, seis años antes, la nueva política del primer ministro Wang Anshi (1021-1086) formó nuevas milicias autosuficientes en todo el imperio y cerca de las fronteras con Đại Việt, el líder de la dinastía Lý, Lý Thánh Tông reorganizó las unidades administrativas en las fronteras septentrionales y creó nuevas milicias. Esto reforzó la fuerza de su reino durante el conflicto con Champa en el sur de Vietnam.
En la primavera de 1060, los nativos de Giáp Đồng dirigidos por el prefecto de la frontera Thàn Thiệu Thái  (pariente de la dinastía Lý) atacaron la frontera de los Song para recuperar ganado y nuevos reclutas. El líder militar Yang Baocai fue tomado como rehén. En otoño de 1060, las tropas Song fueron enviadas a la frontera para rescatar al general, sin éxito. La corte nombró a Yu Jing (余靖; 1000-1064) como el nuevo comisario militar de la región de Guangnan y lo envió a sofocar los problemas causados por Thàn Thiệu Thái. Al mismo tiempo, Yu Jing mandó a un emesario a Champa para asegurar la ayuda de Cham contra los enemigos de los Song en Guangnan.

### Tributo e intriga

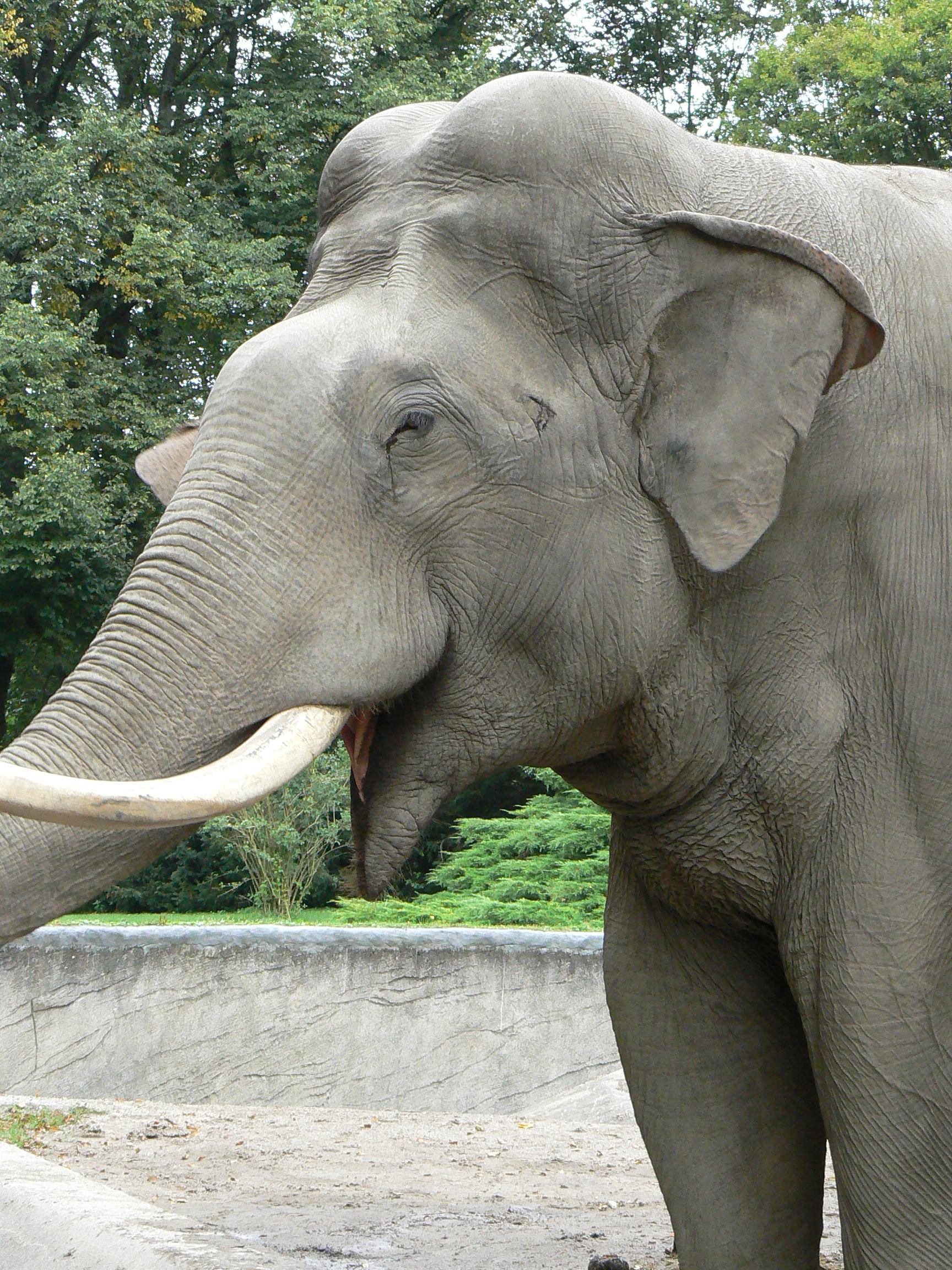
Elephas maximus. La corte de la dinastía Lý envió nueve elefantes como tributo a la capital Song de Kaifeng el 8 de febrero de 1063.

La corte Lý descubrió el intento de alianza secreta con Champa. Por lo que enviaron una delegación a Yongzhou para agradecer a los Song haber sofocado las rebeliones locales y negociar acuerdos de paz, los Lý pidieron ayuda a sus agentes para recoger información sobre la supuesta alianza con Champa y las fuerzas militares de los Song presentes en Guangnan occidental. Los Lý enviaron dos embajadores vietnamitas para ofrecer un tributo a los Song en la corte de Renzong en Kaifeng. Llegan el 8 de febrero de 1063 y les entregaron los regalos, incluidos nueve elefantes domesticados. El 30 de marzo de 1063, el emperador Renzong murió y Song Yingzong (c. 1063-1067) lo sucedió. Los embajadores vietnamitas regresaron a Kaifeng para felicitar a Yingzong y el 7 de abril de 1063, el nuevo emperador Song envió caligrafías de su predecesor como regalos al rey Lý Thánh Tông. El día que el embajador Lý Kế Tiên se preparaba para salir de Kaifeng para volver a Đại Việt, la noticia de que de los Thiệu Thái de nuevo habían invadido el territorio Song de Guangnan occidental, llegó a Kaifeng. Mientras que los funcionarios de Guangnan occidental pidieron ayuda a Kaifeng, Yingzong dejó que las fuerzas locales de Guangnan manejaran la situación y calificó a los Thàn Thiệu Thái de «imprudentes y malvados» por querer separarlos de la corte Lý.
El funcionario Lu Shen, prefecto de Guizhou, envió un mensaje a Kaifeng en 1065 que informaba que Nùng Tông Đán había trocado su lealtad con los Song por la de los Lý, y se había aliado con el líder Quảng Nguyên, Lưu Ký. Cuando el "«líder mentalmente débil y distraído" Yingzong», como Anderson lo describe, recibió el informe, se contentó con otorgar a Nùng Tông Đán nuevos títulos honoríficos. La corte no tomó ninguna otra medida; Nùng Tông Đán jugará un papel clave en la guerra entre los Song y los Lý de 1075-1077. Los Song también dieron títulos oficiales a otros líderes vietnamitas, a pesar de su participación en las rebeliones de Nong Zhigao y su promesa de lealtad a Lưu Ký, representante tribal del rey Lý Thánh Tông.
Yingzong murió el 8 de enero de 1067 y le sucedió el emperador Song Shenzong (c .1067-1085) quien, como su padre, cubrió a los dirigentes vietnamitas de recompensas. También fue más atento con las delegaciones vietnamitas. Cuando los embajadores vietnamitas llegaron a Kaifeng para felicitar a Shenzong por su entronización, envió suntuosos obsequios a la corte Lý, incluidos cinturones de oro, lingotes de plata, 300 rollos de seda, dos caballos y una silla de montar incrustada de oro.  El 9 de febrero de 1067, otorgó al dirigente vietnamita Lý Thánh Tông el título oficial de Rey de las regiones pacificadas del sur (en chino, 南平王; pinyin, nán píng wáng, en vietnamita: Nam Bình Vương). Shenzong reaccionó a la defección de Nùng Tông Đán reconociendo a su pariente Nùng Trí Hội como líder del clan Nùng en 1069, y le otorgó un título similar al de Tông Đán, así como el mando de la prefectura de Guihua.

### Política fronteriza y guerra
La nueva política de Wang Anshi, apoyada por el emperador Shenzong, reforzó la autoridad central sobre las administraciones fronterizas, y aumentó la actividad militar, así como el número de tropas de combate y caballos en la frontera (incluyendo aquellas con Đại Việt). Además, buscó activamente partidarios leales en las regiones fronterizas que podrían favorecer la extracción de recursos locales para las necesidades del Estado. En el seno de la corte, vivos debates enfrentabas a partidarios y detractores de la política de Wang Anshi. También se le criticaba en Đại Việt, donde el alto cargo Lý Thường Kiệt (1019-1105) declaró públicamente que la política de Wang apuntaba al acaparamiento y control de sus fronteras.

Situación de la Hanói moderna en Vietnam, donde la capital de la dinastía Lý, Thang Long, se situaba y donde las fuerzas Song estuvieron prácticamente sitiadas antes de que las dos partes acordaran una retirada.

En 1075, Lưu Ký, el jefe Quảng Nguyên, lanzó un ataque sorpresa contra Yongzhou, rechazado por el oficial vietnamita de los Song, Nùng Trí Hội, jefe de la prefectura de Guihua. Shenzong después quiso crear una alianza con los «Cinco Clanes» del norte de Guangnan occidental proponiendo el establecimiento de ceremonias en su honor en Kaifeng cada cinco años en lugar de una sola ceremonia. Shenzong también envió funcionarios de la capital para supervisar el entrenamiento naval de la milicia, y finalmente ordenó a todos los comerciantes que dejaran de comerciar con los súbditos de Đại Việt. La creciente hostilidad hacia la corte Lý los empujó a prepararse para la guerra.
En el otoño de 1075, Nùng Tông Đán entró en el territorio de los Song en Guangxi, mientras que una flota naval comandada por Lý Thường Kiệt capturó las prefecturas de Qinzhou y Lianzhou. Lý Thường Kiệt calmó las preocupaciones de la población local china declarando que solo estaba aprehendiendo a un refugiado rebelde en China, que las autoridades de los Song se negaban a entregar. A principios de la primavera de 1076, Thường Kiệt y Nùng Tông Đán infligieron una derrota a la milicia Song de Yongzhou, y durante la batalla de Kunlun, sus fuerzas decapitaron al gobernador general del oeste de Guangzhou, Zhang Shoujie. Después de cuarenta y dos días de asedio, Yongzhou cayó y fue arrasada completamente. Cuando las fuerzas Song volvieron a enfrentarse a las Lý para retomar la ciudad, estos últimos se retiraron, llevándose consigo el botín de guerra y miles de prisioneros.
En 1069, Lý Thường Kiệt Ki empezó una guerra con los Cham. Como resultado, en 1076, los Song llamaron al Imperio jemer y Champa para unir fuerzas e ir a la guerra contra los vietnamitas. Al mismo tiempo, el comandante Song Guo Kui (1022-1088) lideró las fuerzas Song combinadas de unos 100 000 hombres contra los Lý. Los Song tomaron rápidamente la prefectura Quảng Nguyên y al mismo tiempo capturaron al jefe de la resistencia, Lưu Ký. En 1077, destruyeron otros dos ejércitos vietnamitas y marcharon a la capital de Thang Long (la actual Hanói). Sus fuerzas fueron detenidas por un tiempo en el río Nhu Nguyệt (en la actual provincia de Bac Ninh) por las murallas defensivas construidas en la orilla sur por Lý Thường Kiệt. Sin embargo, cruzaron esta línea defensiva y la caballería avanzó varios kilómetros hacia la capital.
A continuación, contraatacaron los vietnamitas y repelieron a las fuerzas chinas más allá del río, mientras que sus defensas costeras retuvieron a la marina de los Song. Lý Thuong Kiệt también puso en marcha una ofensiva, pero perdió a dos príncipes Lý en la batalla del río de Khao Túc. Si bien el clima tropical y las enfermedades debilitaban considerablemente a las fuerzas militares de los Song, la corte Lý temía el desenlace de una prolongada guerra tan cerca de la capital. por consiguiente, Thường Kiệt participó en conversaciones de paz con los Song. El comandante Guo Kui se comprometió a retirar sus tropas, pero conservó las cinco regiones que tomaron de Quang Nguyen (renombrada Shun'anzhou o Thuan Chau) Tư Lang Chau, Chau Chau Lu y Quang Te Mau Lăng. Estas actualmente son parte de las provincias vietnamitas de Cao Bang y Lang Son. En 1082, después de un largo período de aislamiento, el rey Lý Nhân Tông de Đại Việt restituyó las prefecturas de Yong Qin Lian y Song a las autoridades, así como los prisioneros de guerra. A cambio, los Song cedieron el control de las cuatro prefecturas y del condado Đại Việt, incluyendo Quảng Nguyên, territorio del clan Nùng. Por último, tuvieron lugar negociaciones entre el 6 y 8 de julio de agosto de 1084 en la guarnición de Yongping en el sur de Guangnan, durante las cuales el jefe militar Lý,  Lê Van Thình  (fl. 1075 a 1096), se las arregló para convencer a los Song para establecer las fronteras de los dos países entre las prefecturas de Quảng Nguyên y Guihua.

## Partidarios y facciones, reformistas y conservadores

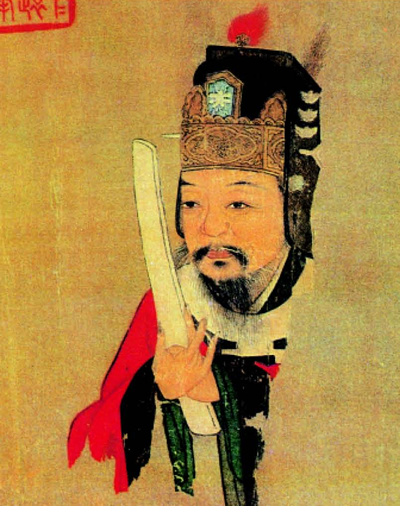
Fan Zhongyan.

Una vez superados los difíciles y exigentes exámenes imperiales, la evolución de los nuevos funcionarios quedaba sujeta a las leyes de la competencia. El avance profesional, los aumentos salariales, los honores adicionales y la selección de las responsabilidades asignadas eran a menudo puntos inciertos, para los cuales los nuevos funcionarios necesitaban la recomendación de sus pares más experimentados. Por lo tanto, una vez que un funcionario lograba escalar los escalones de la administración central con sede en la capital, a menudo competían con otros funcionarios bajo la protección del emperador. Los funcionarios con diferentes puntos de vista sobre la gestión de los asuntos administrativos a menudo buscaban el apoyo de otros funcionarios, lo que llevaba a la aparición de pactos políticos en la corte destinados a influir en el emperador contra la facción contraria.
Las disputas entre las facciones dentro de la corte se hacen evidentes en la década de 1040, durante una nueva reforma estatal iniciada por Fan Zhongyan (989-1052). Este era un antiguo líder militar competente (que ganó las batallas contra los tanguts de la Dinastía de los Xia occidentales). Como un ministro de estado, era conocido por ser un idealista; declaraba que un funcionario bien intencionado debe ser el que  se preocupa primero de los problemas del mundo y luego de sus propios placeres. Cuando Fan consiguió el cargo de primer ministro, se encontró con una creciente oposición entre los funcionarios más antiguos y más conservadores. No apreciaban sus iniciativas sobre reformas del sistema de contratación, incluyendo una mejor remuneración para los funcionarios locales para frenar la corrupción, un programa de patrocinio más amplio para asegurar que la selección de los funcionarios favoreciera la inteligencia y la personalidad. Sin embargo, sus reformas Qingli se cancelaron un año después del reemplazo de Fan como primer ministro. De hecho, muchos funcionarios experimentados a mitad de su carrera no estaban dispuestos a hacer cambios que pudieran afectar a su cómoda posición.

Retrato pintado del primer ministro Wang Anshi.

En 1070, Wang Anshi (1021-1086) sucedió a Fan Zhongyan. El nuevo emperador de diecinueve años, Song Shenzong (c. 1067-1086), apreció al instante a Wang Anshi cuando presentó una larga memoria que criticaba las prácticas de las escuelas estatales y el propio sistema de exámenes imperial. Con Wang como nuevo primer ministro, rápidamente se implementó la «nueva política» de Wang, provocando algunas reacciones fuertes de los conservadores. Apoyándose en el sistema Baojia, basado en las comunidades para la aplicación de la ley, la «nueva política» incluía las siguientes medidas:
- préstamos a tasa reducida para los agricultores y la sustitución del trabajo forzoso por un impuesto. Con esta reforma, Wang esperaba que esto finalmente ayudara a toda la economía y al Estado, porque partía del principio de que los ingresos estatales estaban directamente relacionados con el nivel de prosperidad de los campesinos que poseían granjas rurales, produciendo bienes para el mercado y pagando el impuesto a la propiedad.[54]
- los préstamos del gobierno reemplazaron el sistema en el que los propietarios ofrecían a sus inquilinos préstamos privados. Esta práctica quedó totalmente prohibida por las nuevas leyes de las reformas de Wang.[55]
- el monopolio del gobierno sobre el té, la sal y el vino aumentó los ingresos del estado (mientras debilitaba la clase mercantil);[54]
- la introducción de un sistema de valoración de tierras más adecuado para gravar adecuadamente los impuestos a la propiedad;[54]
- la introducción de milicias locales para reducir el presupuesto para el mantenimiento del ejército permanente, que se había incrementado dramáticamente a casi un millón de soldados en 1022;[54]
- la creación de una nueva oficina gubernamental en 1073 llamada "«Consejo de administración de armas»", que supervisaba la fabricación de armas y proporcionaba control de calidad;[56]
- la introducción de una «Comisión de planificación financiera», creada para acelerar el proceso de reforma a fin de que los opositores conservadores tuvieran menos tiempo para oponerse;[54]
- la presencia de la poesía en los exámenes imperiales, introducida durante la dinastía Tang, se abandonó en busca de hombres con más experiencia y conocimiento práctico.[54]

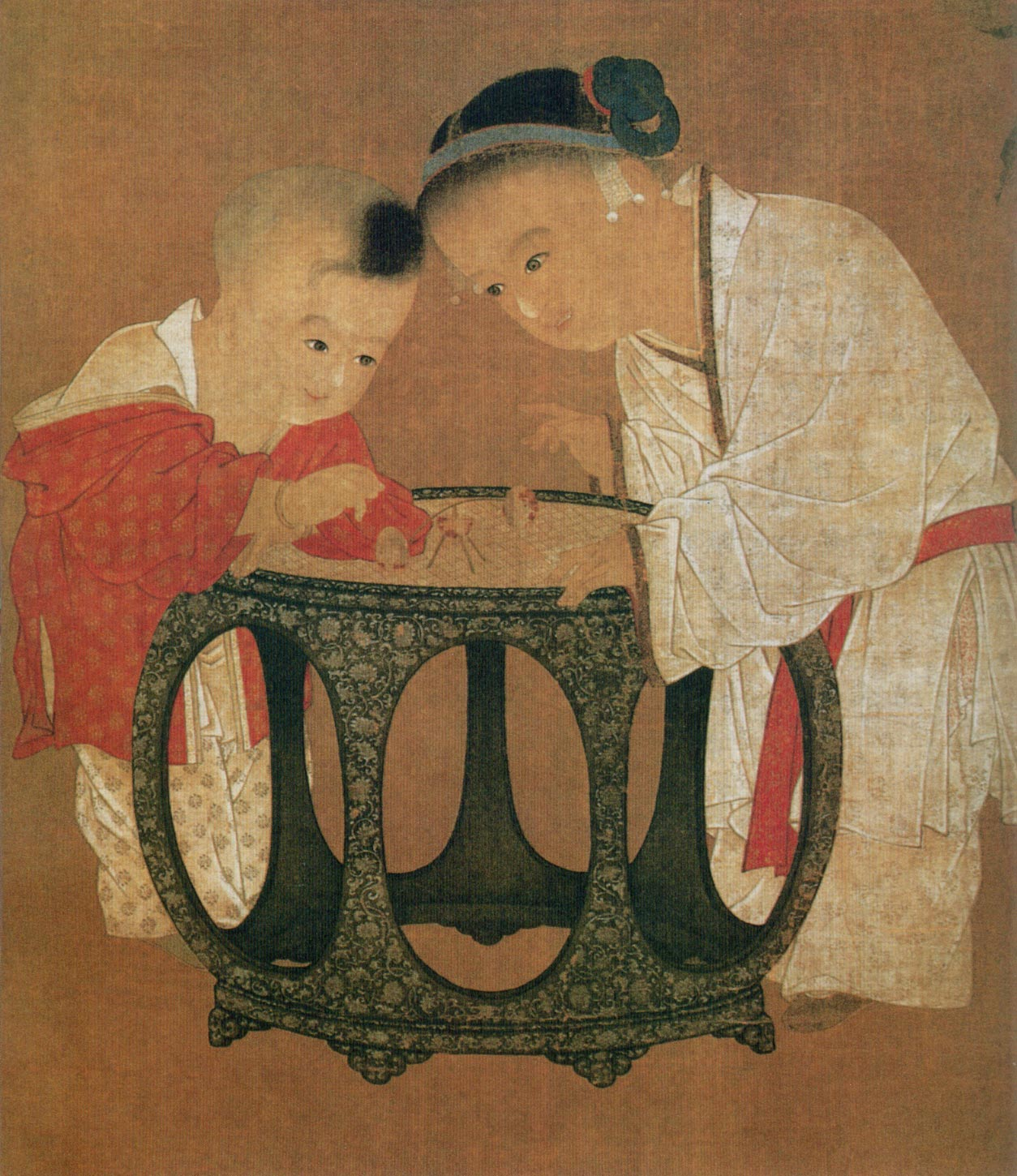
Niños jugando en un patio en otoño (秋庭婴戏图), detalle de una gran pintura vertical de seda de Su Hanchen (苏汉臣, activo entre los años 1130-1160).

Además, Wang Anshi impuso su propia interpretación de los clásicos confucianos como estándar y requisito previo para los exámenes imperiales. Esto, junto con otras reformas de Wang, llevaron a algunos funcionarios a reaccionar, porque numerosos desacuerdos administrativos y de intereses personales estaban en juego. En cualquier caso, la creciente facción conservadora en comparación con el reformador Wang Anshi lo describía como una persona intelectualmente inferior que no estaba a la altura de sus principios de gobernanza (los reformistas también describían a los oponentes conservadores de la misma manera). Criticaban las reformas de Wang sobre la base de que eran una forma de reducir la influencia de las familias terratenientes al disminuir su riqueza privada en favor de grupos comunitarios autosuficientes. Los conservadores afirmaban que la riqueza de la clase terrateniente no podía ser amenazada por el Estado, ya que esta clase era el grupo socioeconómico esencial en la sociedad, proporcionando funcionarios académicos, líderes, comerciantes y propietarios de tierras de China.
Como su predecesor, Fan Zhongyan, Wang no permitía que los ministros que se opusieran a sus reformas tuvieran influencia alguna en la corte y su valor (a veces percibido como arrogancia) le ganará el apodo de primer ministro testarudo.Morton y Lewis, 2005, p. 102 Con este fin, reunió a los ministros leales y partidarios de la reforma y su causa en una coalición de élite conocida como el grupo de la nueva política (新法, Xin Fa). Tenía muchos partidarios competentes y poderosos, como el científico y político Shen Kuo. En cuanto a los ministros de Estado considerados como obstáculos para la implementación de las reformas de Wang, algunos se mantuvieron en el cargo para ejercer la crítica al emperador, pero la mayoría son trasladados fuera de la capital. A veces, los funcionarios «obstruccionistas» eran enviados lejos al sur del país para administrar regiones tropicales, sabiendo que los chinos del norte son más propensos a la malaria en estas regiones remotas del sur.. Incluso el famoso poeta y oficial Su Shi fue perseguido en 1079, arrestado e interrogado durante cinco semanas. Finalmente, confesó haber difamado al emperador en sus poemas. En uno de ellos se puede leer: 
«Un anciano de setenta años, hoz en su cinturón,

Se siente culpable. La montaña de bambú

Y los helechos son dulces.

Solo la música de Shao

le hizo perder su sentido del gusto.

Es solo que ha estado comiendo durante tres

mes sin sal.»

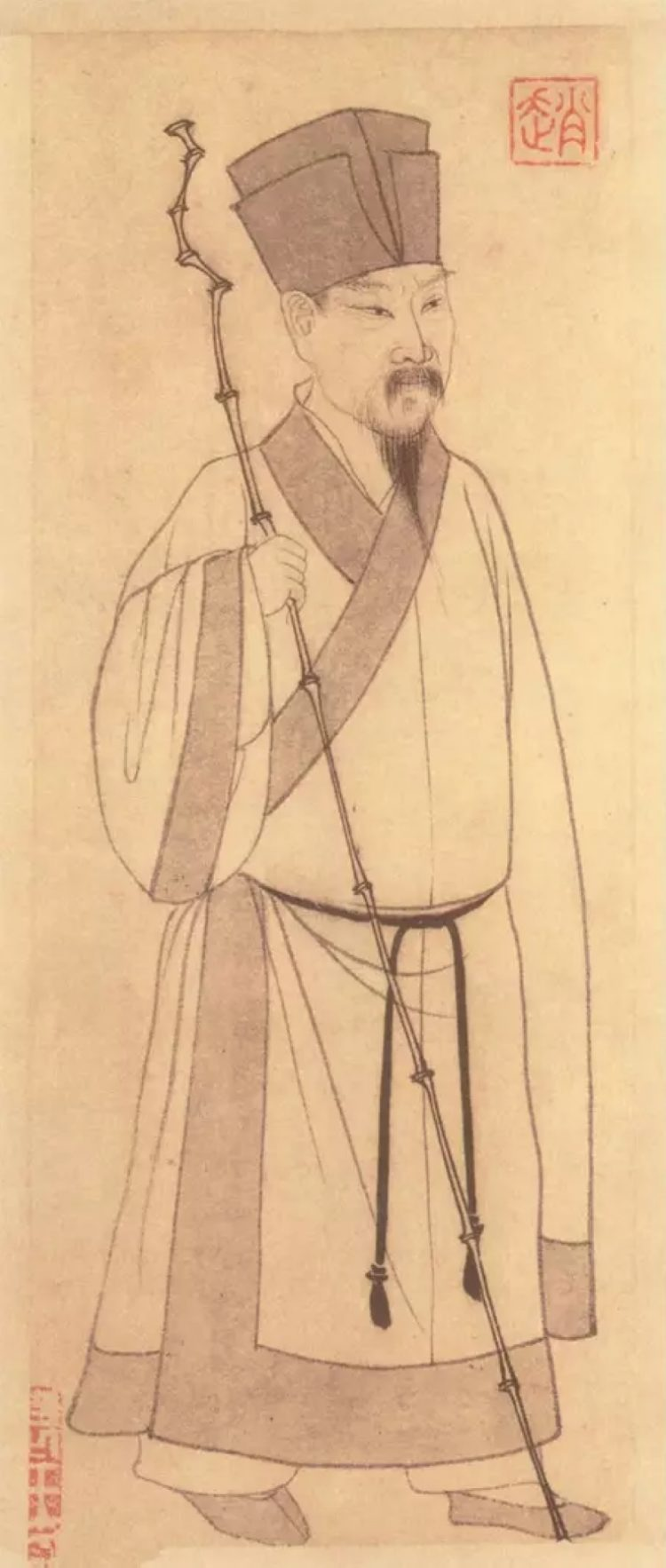
Retrato de la dinastía Yuan de Su Shi (1037–1101).

Este poema puede interpretarse como una crítica al fracaso del monopolio de la sal, establecido por Wang Anshi, interpretado por un anciano que trabaja duro y que ya no puede apreciar el sabor de su comida. De hecho, la rara sal disponible era objeto de un importante gravamen y era demasiado costosa para ciertas capas de la población. Después de su confesión, Su Shi fue declarado culpable por el tribunal y sumariamente exiliado a la provincia de Hubei. Más de treinta de sus asociados también fueron condenados a penas menores por no informar sobre los poemas difamatorios a las autoridades antes de que circularan ampliamente entre el público educado.

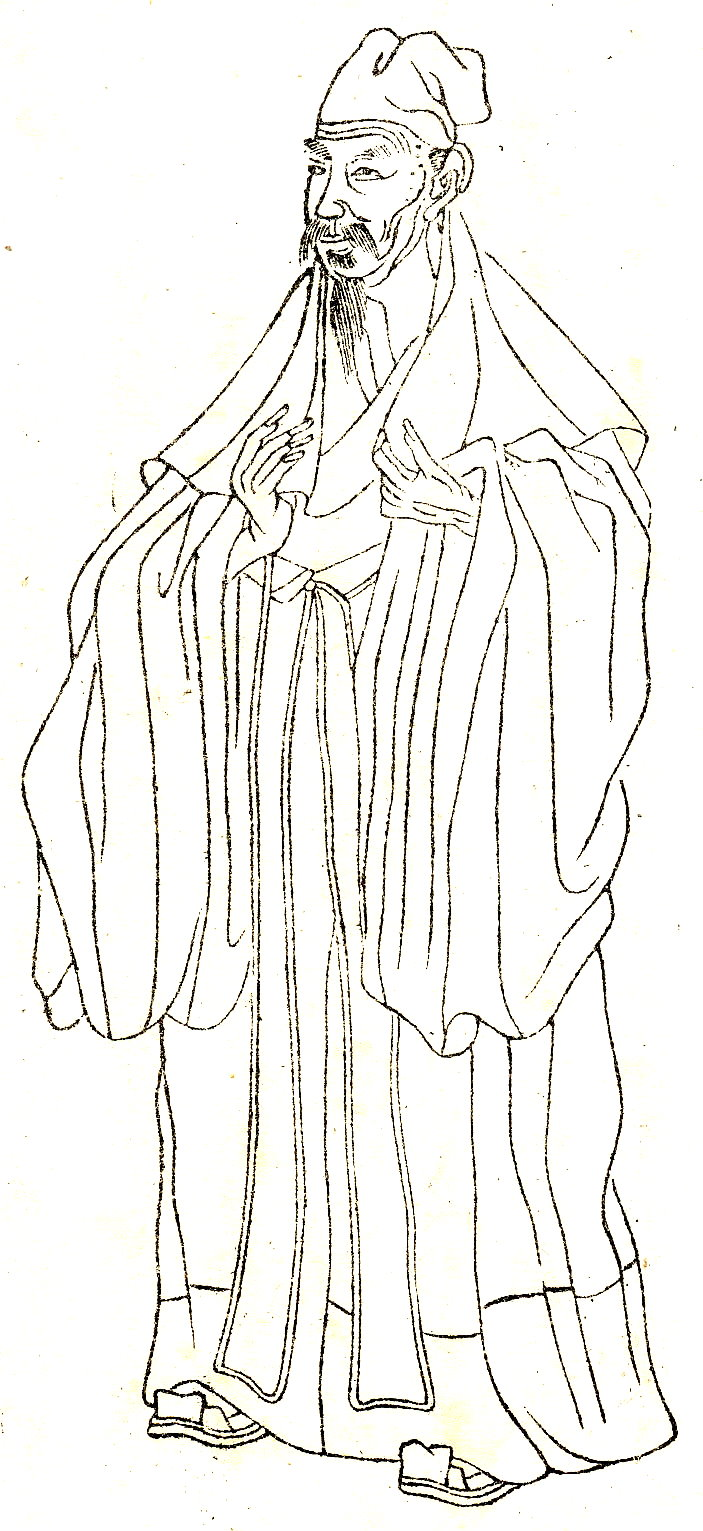
Dibujo de Sima Guang.

En 1085, el emperador Shenzong murió brutalmente cuando tenía unos treinta años. Su sucesor, el emperador Song Zhezong, tenía solo diez años cuando ascendió al trono. Su poderosa abuela por lo tanto se ocupó de él. A ella no le gustaban las reformas de Wang y nombró a más funcionarios conservadores para que se opusieran a los reformadores. Su mayor aliado político fue Sima Guang (1019-1086), quien fue nombrado primer ministro. Derogando lo que Wang había implementado, Sima revocó la nueva política y les impuso a los reformistas los mismos castigos que sufrieron los conservadores en la época de Wang: destinación al gobierno de pequeños puestos fronterizos, y algunas veces incluso al exilio. Sin embargo, la oposición a Sima Guang subsistió, ya que muchos habían sido favorecidos por la nueva política, por ejemplo con la sustitución del servicio de trabajo forzado por un impuesto pagado al Estado. Por lo tanto, cuando la abuela de Zhezong murió en 1093, Zhezong rápidamente apoyó a los reformadores como lo hizo su predecesor. Los conservadores fueron una vez más excluidos de la esfera de influencia de la corte. Cuando Zhezong, a sus veinte años, murió repentinamente, su hermano menor, el emperador Song Huizong (c. 1100-1125), lo sucedió y también apoyó a los reformistas en la corte. Proscribió los escritos de Sima Guang y despidió a sus lacayos, elevando a Wang Anshi al estado de casi venerado. El emperador incluso le erigió una estatua en un templo confuciano junto a Mencio. Para difundir la imagen de Wang como un gran y honorable político, circulaban imágenes impresas y pintadas en todo el país. Sin embargo, el ciclo de venganza y facciones partidistas continuó después de Zhezong y Huizong, mientras que reformistas y conservadores continuaron luchando. Por lo tanto, el sucesor de Huizong, el emperador Song Gaozong, una vez más, derogó la nueva política y favoreció a la facción conservadora en la corte.

## Los Song del Norte y los Song del Sur

### Incidente de Jingkang

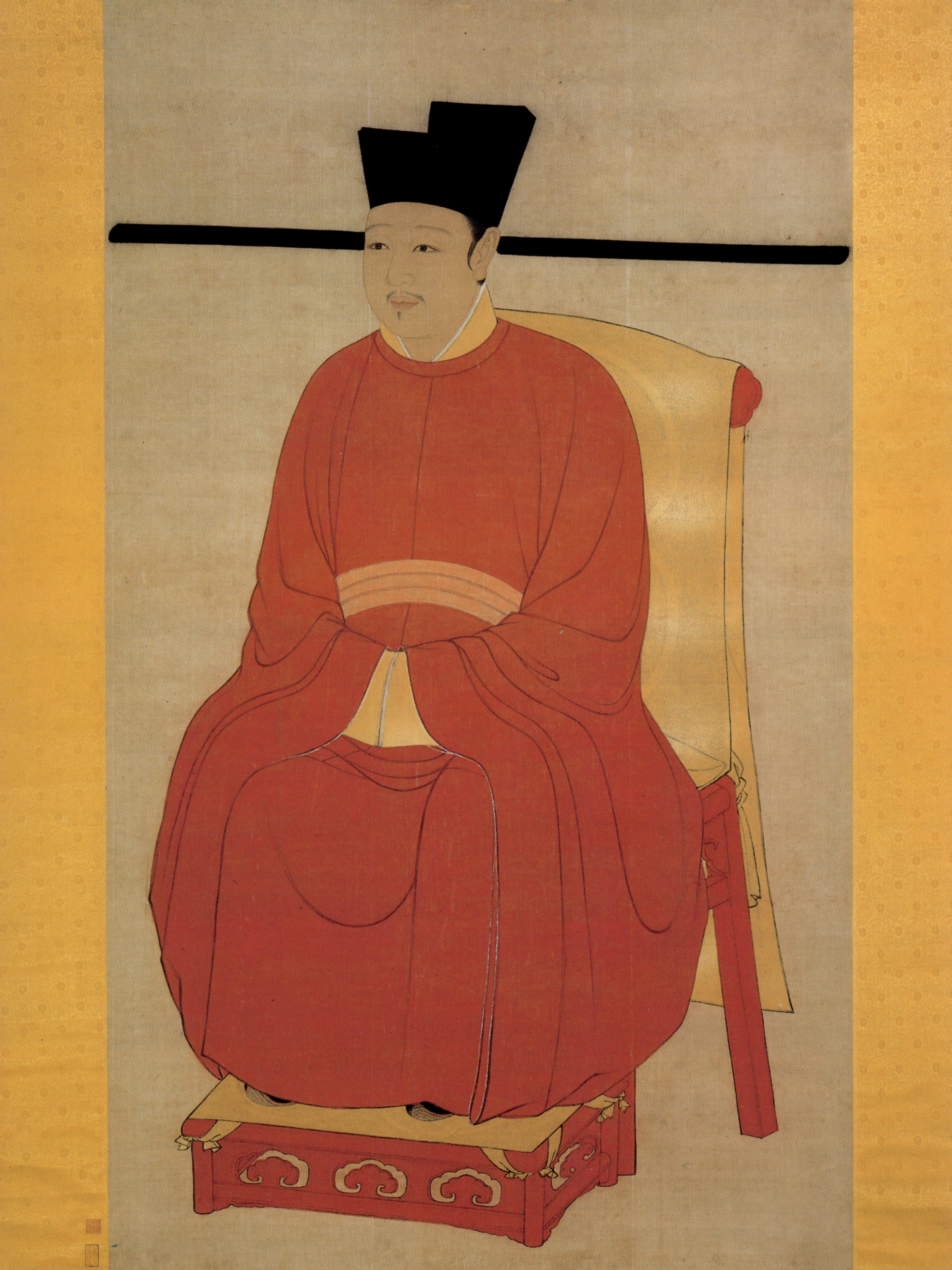
Retrato oficial de la corte del Emperador Song Huizong.

Antes del ascenso de los yurchen de la dinastía Jin, la dinastía Song había estado durante varios siglos en statu quo con los Xia occidentales y los kitanos de la dinastía Liao. Este equilibrio se rompió cuando la dinastía Song selló una alianza militar con los yurchen con el fin de eliminar la dinastía Liao. Una vez que los Liao fueron derrotados, los yurchen se volvieron contra los Song, lo que condujo a la caída de los Song del Norte y la posterior creación de los Song del Sur.
Durante el reinado de Huizong, la tribu yurchen en el norte (anteriormente subordinada a los Liao) se rebeló de nuevo contra sus maestros kitanos. La comunidad yurchen era ya reconocida por su gran influencia económica en su región y la del río Songhua. Vivían en un ambiente ideal para la cría de caballos y tenían fama de reunir diez mil caballos al año para venderlos a los kitanos de la dinastía Liao. Su historia militar también incluye una página de piratería, con la invasión de las islas Heian de Japón en 1019, en las actuales provincias de Iki, Tsushima y la bahía Hakata. En 1115, el eminente dirigente del clan yurchen de Wanyan, Wanyan Aguda (1068-1123), desafió la autoridad de los Liao al establecer su propia Dinastía Jin (o Dinastía Dorada). El consejero de Estado Tong Guan (1054-1126) sugirió al emperador una alianza militar con los Yurchens contra los Liao. Las dos naciones luego formaron secretamente la Alianza del Mar, llamada así porque fue negociada por embajadores enviados a las fronteras a través del mar de Bohai. Con este acuerdo los yurchen y los Song planearon invadir conjuntamente a los Liao y, si tenían éxito, dividirse el territorio de estos, cediendo las Dieciséis Prefecturas a los Song.
En 1121-1123, los Song se enfrentaron a los Liao, pero los Jin logran hacerlos huir hacia Asia Central. En 1125, la dinastía Liao dio paso a las fuerzas combinadas de los Jin y los Song. Sin embargo, los yurchen notaron la debilidad del ejército Song del Norte (dado que los chinos prefirieron rendir homenaje a los Liao en lugar de enfrentarlos). Además, las fuerzas Song no lograron llevar a cabo un ataque conjunto con los yurchen, lo que les llevó a creer que los generales Song eran unos incompetentes. Creyendo que los Song eran lo suficientemente débiles como para ser destruidos, los yurchen condujeron al norte un ataque repentino y deliberado contra la dinastía Song. Muy rápidamente, incluso la capital Kaifeng fue asediada por las fuerzas Jin, que sin embargo no pudieron abrir una brecha en las defensas de la ciudad. Los chinos Song también emplearon máquinas de asedio innovadoras para defender Kaifeng en 1126; se dice que 500 catapultas arrojaron esquirlas. Durante el asedio de Taiyuan, los Jin utilizaron 30 catapultas y 55 carros protegidos por pieles y placas de hierro, para permitir a sus tropas acercarse con seguridad a las murallas para rellenar los fosos defensivos de la ciudad sitiada. El eunuco general Tong Guan, que había abogado por una alianza con los yurchen, fue acusado de estar en el origen de la guerra. Este fue ejecutado por el emperador Song Qinzong (1126-1127) después de la abdicación de Huizong.
Sin embargo, los Jin retomaron el sitio de Kaifeng más tarde llevando suficientes máquinas de asedio para forzar las gruesas murallas defendidas por 48 000 soldados Song. Los Jin utilizaron torres de asedio más altas que las murallas de Kaifeng para lanzar bombas incendiarias en la ciudad. La ciudad sitiada cayó en manos de los yurchen en menos de dos meses. 3000 miembros de la corte del emperador, fueron capturados. Huizong y la mayoría de sus parientes, artesanos, ingenieros, orfebres, herreros, tejedores, sastres, los monjes taoístas y mujeres lograron huir de la ciudad. La torre de reloj mecánica diseñada por Su Song y erigida en 1094 también se desmontó y sus componentes se llevaron al norte, con muchos mecánicos de relojes e ingenieros de mantenimiento. Esto marcó un declive en los avances tecnológicos de la dinastía Song. Según el contemporáneo Xia Shozeng, el botín de guerra también incluía 20 000 flechas incendiarias que se les dieron a los yurchen cuando tomaron la ciudad.

Mapa de China en 1142. En el norte, en amarillo, se representa el territorio Jin; en rojo, hacia el sur, se encuentra el territorio Song. Más pequeños, Los territorios de los de Xi Xia (Xia occidentales) al norte y Nanchao al oeste.

Tras la captura de Kaifeng, los yurchen acometieron la conquista del resto del norte de China, mientras que la corte Song huyó hacia el sur. Se instaló temporalmente en la ciudad de Nanjing, donde un príncipe superviviente recibió el nombre de Emperador Song Gaozong en 1127. La progresión de las fuerzas Jin se detuvo en el río Yangtsé, pero continuamente lanzaban incursiones al sur del río para fijar el límite en el río Huai He, más al norte. A partir de entonces, el gobierno de Song fomentó una política de inmigración para repoblar las tierras desiertas al norte del río Yangtsé con campesinos sin tierra de las provincias meridionales de Jiangsu, Zhejiang, Jiangxi y Fujian.

### Nueva capital y tratado de paz
En 1129, el emperador Gaozong designó Hangzhou (más tarde conocido como Li'an) como lugar temporal de residencia de la corte, antes de proclamarla en 1132 como la nueva capital definitiva de los Song. Hangzhou y Nanjing fueron devastadas durante las incursiones de la dinastía Jin; las dos ciudades fueron repobladas por refugiados del norte, cuyo número superó rápidamente al de la población indígena. Hangzhou fue elegida no solo por su hermoso paisaje natural, sino también porque la topografía circundante se compone de lagos y campos de arroz pantanosos, lo que le daba un potencial defensivo frente al del norte, compuestos principalmente de caballería. Hangzhou, sin embargo, todavía era considerada por la corte como una capital temporal, con los emperadores Song planeando hacerse cargo de Kaifeng. Sin embargo, el rápido crecimiento de la ciudad entre los siglos XII y XIII necesitó adaptaciones a más largo plazo para las residencias. Así, en 1133, la modesta residencia de la familia imperial se mejoró para llevar a los sencillos senderos del pabellón provincial paseos cubiertos más cómodos para evitar la lluvia. En 1148, los muros del pequeño palacio se ampliaron al suroeste.

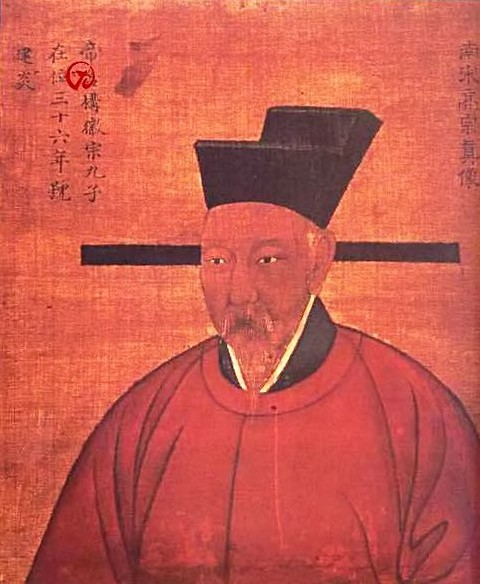
Emperador Song Gaozong (1127-1162).

La nueva configuración triangular entre los Song del Sur, los Jin y los Xia occidentales prolongó el período de división y conflicto en China. La región de Huainan (entre los ríos Yangtsé y Huai He) se convirtió en la nueva zona fronteriza y el campo de batalla entre los Song y los Jin entre 1128 y 1141, lo que obligó a huir a miles de familias que vivían en la zona desde hace generaciones. Los Song desplegaron varios comandantes militares, incluidos Yue Fei y Han Shizhong, para resistir a los Jin, pero también para recuperar territorios, con cierto éxito. Yue Fei, en particular, se preparó para volver a tomar Kaifeng (o Bianjing, como se llamaba la ciudad durante el período Song), la antigua capital de la dinastía Song y la actual capital sureña de la dinastía Jin, alentada por una serie de victorias militares ininterrumpidas.
Sin embargo, la posibilidad de una derrota de los Yurchen amenazaba el poder del nuevo emperador de los Song del Sur, Song Gaozong y su primer ministro Qin Kuai. De hecho, el emperador Song Qinzong, el último emperador de la dinastía Song del Norte, todavía vivía en el exilio impuesto por los Jin, en Manchuria y tenía buenas posibilidades de volver al trono en caso de la caída de la dinastía Jin. Incluso cuando Yue Fei entró en territorio enemigo y llegó a Luoyang, se le ordenó regresar a la capital y detener su campaña. El emperador Gaozong después firmó el Tratado de Shaoxing en 1141, que estableció la frontera con el río Huai He, reincorporó los territorios adquiridos por Yue Fei, que fue asesinado durante su encarcelamiento. El tratado también preveía un tributo pagado por los Song a la dinastía Jin. Con el Tratado de Shaoxing, las hostilidades cesaron entre las dinastías Jin y Song durante las siguientes dos décadas. El emperador Gaozong también negoció con los Jin el rescate de su madre, retenida cautiva. En esta época un proyecto simbólico artístico al respecto fue dirigido por el emperador, las Dieciocho canciones con la flauta nómada, basadas inicialmente en la vida de Cai Wenji. La madre de Gaozong finalmente fue liberada y enviada al sur, pero Qinzong nunca lo fue.
Décadas después de la muerte de Yue, el emperador Song Xiaozong lo honró como un héroe nacional en 1162. Lo honró con un entierro oficial y le consagró con un templo de peregrinaje. Para deshonrar a los responsables de su muerte (Qin Hui y su esposa), los representaron estatuas de hierro, arrodillados frente a la tumba de Yue Fei, situada cerca del lago del Oeste en Hangzhou.

## Primera marina china permanente
Con el declive del otrora floreciente poder marítimo de la dinastía Chola en el Océano Índico, la marina china se desarrolló en el sudeste de Asia y el Océano Índico. Ya en 1025, durante el reinado de Rajendra Chola I, cuando la ciudad de Sriwijaya fue conquistada por la fuerza naval del rey de Chola, el rey de Sriwijaya aún logró enviar su tributo a la dinastía Song del Norte en 1028. Aunque más tarde, en 1077, el rey indio Chola, Kulottunga I (cuyo nombre chino era Ti-hua-Kia-lo) envió un embajador comercial a la corte del emperador Song Shenzong y acumuló productos lucrativos mediante la venta de mercancías a China. De todo el mundo, los tributos llegaban a los Song. Por ejemplo, el capitán egipcio Domiyat durante el califato fatimí, viajó hasta un templo budista, lugar de peregrinaje, en Shandong en 1008, donde se presentó al emperador chino Song Zhenzong con regalos de su imán al-Hákim bi-Amrillah. Las relaciones diplomáticas entre Egipto y China, interrumpidas después de la caída de la dinastía Tang en 907, se restablecieron así.
Ya durante la dinastía Song del Norte, Quanzhou era un puerto bullicioso y visitado por una gran cantidad de extranjeros de diferentes orígenes, incluidos árabes musulmanes, persas, egipcios, hindúes, judíos de Oriente Medio, cristianos nestorianos del Oriente Próximo, etc. Los musulmanes extranjeros dominaban la industria de importación y exportación en China. En 1087, con el fin de regular este gran centro comercial, el gobierno de Song del norte estableció una oficina en Quanzhou con el único propósito de tratar asuntos marítimos y transacciones comerciales. En este entorno multicultural, surgían muchas oportunidades para los sujetos de origen extranjero como el musulmán (árabe o persa) Pu Shougeng, que se convirtió en comisario de transporte comercial en Quanzhou entre 1250 y 1276. Pu Shougeng obtuvo esta posición reconocida ayudando a los chinos a eliminar a los piratas que causaban estragos en la región. Con este título, fue cubierto con regalos suntuosos por los comerciantes y funcionarios chinos. Quanzhou pronto rivalizó con Guangzhou (el puerto marítimo más grande en la época de la dinastía Tang) como un importante centro comercial. Sin embargo, Guangzhou no perdió su importancia por completo. El capitán árabe yemení Abu Himyarite, fascinado por China, visitó la ciudad en 993. También hubo otros puertos marítimos internacionales importantes en China durante la dinastía Song, incluido el de Xiamen (o Amoy).

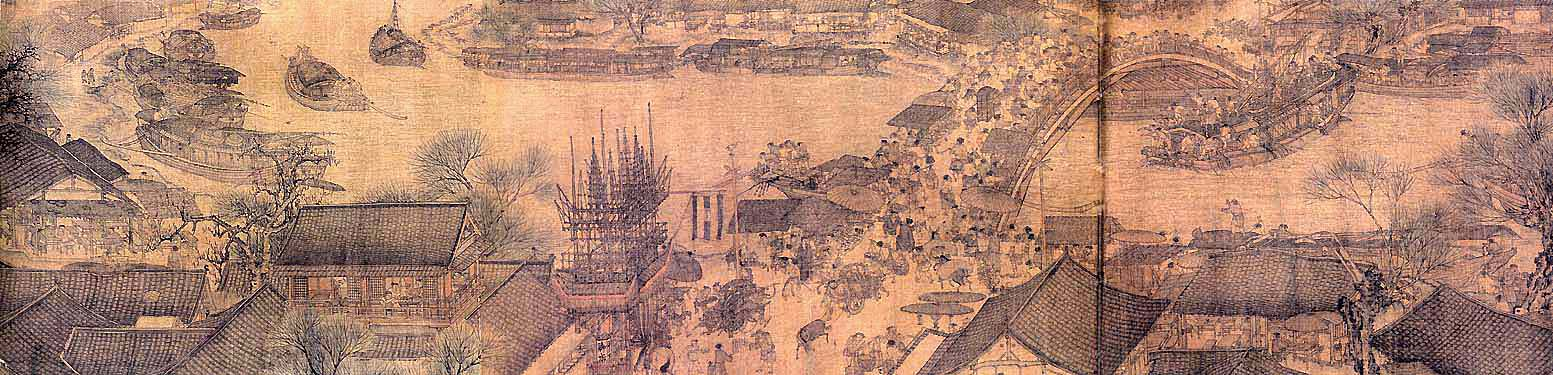
Una pequeña parte de la vasta pintura El festival Qingming junto al río, pintado por Zhang Zeduan (1085-1145).

Cuando la capital Song se trasladó al sur, a Hangzhou, un gran número de personas migraron desde el norte de China. A diferencia de las llanuras planas del norte, el terreno montañoso plagado de lagos y ríos en el sur de China es inhóspito y no apto para la agricultura extensiva. Por lo tanto, el hecho original en comparación con las dinastías anteriores, es que los Song del Sur se centraron en el comercio marítimo, a fin de garantizar la importación de recursos extranjeros. La construcción naval se convirtió en una actividad intensa de ciudades comerciales a lo largo de la costa o los ríos; con el apoyo del gobierno, estas ciudades financiaron la mejora de los puertos, la construcción de almacenes y faros. La navegación en el mar se ve facilitada por la invención de la brújula y el tratado Shen Kuo del siglo XI sobre el concepto del norte verdadero, con una declinación magnética al nivel del Polo norte.
Desde la perspectiva de la defensa militar y la política económica, la dinastía Song del Sur estableció la primera marina permanente de China. La historia naval china comenzó mucho antes, con por ejemplo, la batalla de los Acantilados Rojos en 208. En la época de los Song del Norte también; el funcionario chino Huang Huaixin, por ejemplo, en el reinado de Xining (1068-1077) estableció un plan de uso de diques secos para reparar los barcos dragones imperiales. Ya en esta época, los chinos establecieron bases fortificadas de comercio en Filipinas, para ampliar su poder militar y la influencia económica de China en el extranjero. Los ejércitos provinciales de los Song del Norte también estaban provistos de unidades navales fluviales. Sin embargo, la corte de los Song del Sur fue la primera en establecer una institución naval importante y permanente en China en 1132. El nuevo cuartel general del almirantazgo de los Song del Sur tenía su sede en Dinghai. La oficina tomó el nombre de Yanhai Zhizhi Shisi (Comisariado imperial para el control y la organización de las zonas costeras). En 1129, los funcionarios propusieron planes ambiciosos para conquistar Corea, con esta nueva fuerza naval, y utilizar Corea como una base avanzada para lanzar la invasión del territorio de los Jin. Pero este programa nunca se ejecutó y se consideró de menor importancia para mantener la defensa en las fronteras con los Jin.

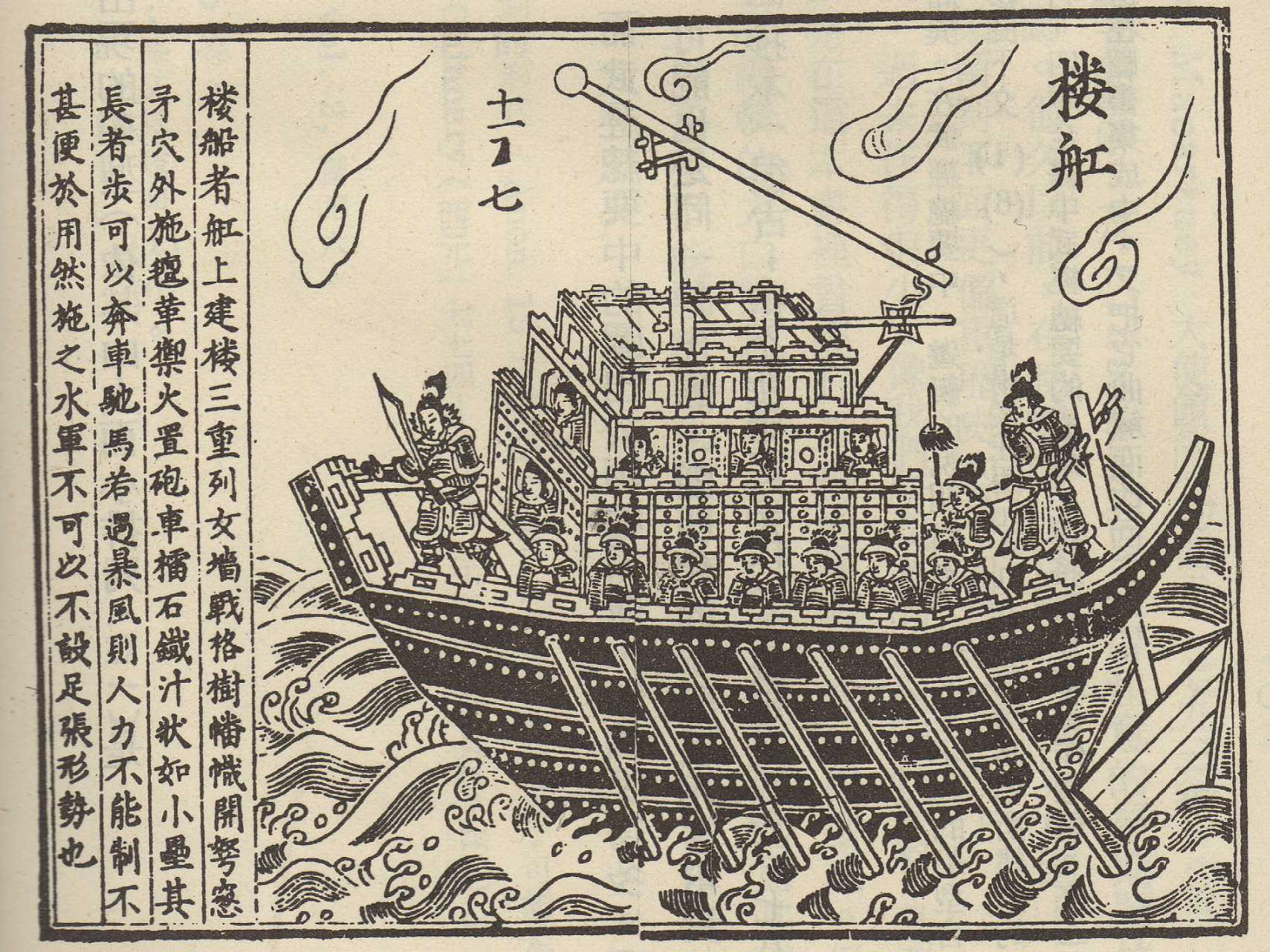
Ilustración de Wujing Zongyao, manuscrito de 1044 que muestra un barco fluvial con un trebuchet montado en su cubierta superior.

Capturando la esencia del día, el escritor Zhang Yi escribe en 1131 que China debería ver el mar y el río como su Gran Muralla y reemplazar los barcos de guerra con torres vigías. De hecho, la administración de la corte en Hangzhou no cambia su posición y logró defender sus intereses mediante el uso de la marina de guerra contra los asaltos frecuentes de vecinos hostiles. En su serie de ensayos titulada Science and Civilization in China, Joseph Needham escribe: "De un total de 11 escuadrones y 3000 hombres la marina Song, creció en un siglo hasta llegar a 20 escuadrones y 52 000 hombres, con su base principal situada cerca de Shanghai. La fuerza de ataque regular podría ser respaldada por grandes comerciantes según fuera necesario; así que la campaña de 1161 con 340 barcos de este tipo tomó parte en la batalla en el Yangtsé. La innovación en esta época fue continua; en 1129 los propulsores de bombas eran el equipamiento estándar de todos los barcos de guerra, entre 1132 y 1183 se construyeron un gran número de pequeñas y grandes embarcaciones con ruedas de paletas, (...) y en 1203 algunos estaban reforzados con planchas de hierro (cuyo diseño es obra de otro notable constructor naval, Chhin Shih-Fu)..." En resumen, la marina de guerra de los song del Sur mantuvo bajo control a los yurchens Jin y los mongoles durante casi dos siglos, obteniendo el control total del mar de China oriental».
Durante el reinado del emperador Song Xiaozong, los chinos llevaron a cabo más y más misiones comerciales en los puertos del Océano Índico, donde los árabes y los hindúes tenían una gran influencia. Al mismo tiempo, los chinos navegaban regularmente a Corea y Japón en el Lejano Oriente, India y Sri Lanka al oeste, así como al Golfo Pérsico y el Mar Rojo.
Los comerciantes chinos estaban interesados en importar bienes como maderas raras, metales preciosos, piedras preciosas, especias y marfil, y exportaban productos como seda, cerámica, objetos laqueados, monedas de cobre, tintes e incluso libros. En 1178, el oficial de aduanas de Guangzhou Zhou Qufei describió una isla muy al oeste en el Océano Índico (quizás Madagascar) donde los residentes con la piel «tan negra como laca para el cabello» y el cabello crespo fueron capturados y vendidos como esclavos por mercaderes árabes.
Como actor importante en el comercio marítimo internacional, China también aparece en los mapas del mundo islámico. En 1154, el geógrafo marroquí Al-Idrisi publica su Geografía, donde describe los barcos chinos. Según él, los barcos chinos transportaban mercancías como hierro, espadas, cuero, seda y terciopelo a Aden (actual Yemen), pero también a los ríos Indo y Éufrates (actual Irak). También describe la seda hecha en Quanzhou como de calidad inigualable en el mundo, mientras que la capital china en Hangzhou era más conocida en el mundo islámico por ser una importante fabricante de objetos de vidrio. A finales del siglo XIII, los chinos incluso conocían la historia del faro de Alejandría, según lo informado por Zhao Rugua, un inspector de aduanas de Quanzhou.

## Derrota de la invasión Jin y ascenso del Imperio mongol

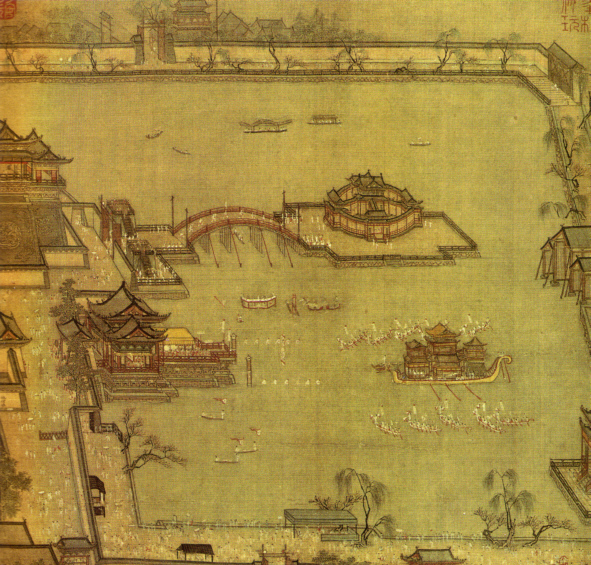
Juegos en Jinming Pond, de Zhang Zerui, pintura que representa los jardines imperiales de Kaifeng, la dinastía de los Song del Norte.

En 1153, el emperador Jin Hailingwang, nacido Wányán Liàng (完顏亮), trasladó la capital de Huining Fu en el norte de Manchuria (en el sur de la actual provincia de Harbin) a Zhongdu (actual Pekín). Cuatro años más tarde, en 1157, arrasó Pekín, incluidas las residencias de los nobles, y se trasladó nuevamente a Kaifeng, la capital del sur de Pekín. Pero la antigua capital de los Song estaba devastada después del asedio de la ciudad en 1127. El emperador comenzó una importante obra de reconstrucción para rehabilitar la ciudad,Needham, 1986, p. 139 Durante su reinado, los Jin y los Song vivieron en paz, consecuencia lógica de los intercambios comerciales mutuos entre los dos imperios. Mientras recaudaba el tributo de la dinastía Song, la dinastía Jin también importaba cantidades significativas de té, arroz, azúcar y libros de los Song del Sur. Sin embargo, Hailingwang reavivó el conflicto armado con los Song en la década de 1160. El emperador Wanyan Liang estaba preparando una campaña militar contra los Song del Sur en 1161, formando un ejército de 70 000 soldados y 600 barcos de guerra para luchar con el pequeño ejército Song de solo 120 barcos y 3000 hombres. Durante las batallas de Tangdao y de Caishi en el río Yangtsé las fuerzas Jin fueron derrotadas por la marina de guerra de los Song del Sur. Durante estos enfrentamientos, la marina de guerra Jin fue diezmada por la flota Song, más pequeña, de barcos rápidos y armados con bombas de pólvora lanzadas por trebuchets (mientras que el uso de granadas explosivas y las bombas eran conocidas en China desde el siglo X). Mientras tanto, dos rebeliones de nobles yurchen, dirigidos por el futuro emperador Jin, Wanyan Yong, y miembros de tribus kitanas, se declararon en Manchuria. Esto obligó a la corte de la dinastía Jin a retirar a regañadientes a sus tropas del sur de China para sofocar los levantamientos. Eventualmente, el Emperador Wanyan Liang no pudo vencer a los Song del Sur y fue asesinado por sus propios generales en diciembre de 1161. El levantamiento kitán continuó hasta 1164. El Tratado de Longxing (隆興 和) se firmó en 1165 entre los Song y los Jin, restaurando la frontera de 1142 e iniciando cuatro décadas de paz entre los dos estados.

Retrato de Gengis Kan.

Retrato de Ogodei.

En los años 1205 y 1209, el estado Jin sufrió incursiones en el norte dirigidas por los mongoles. En 1211, se lanzó la campaña principal liderada por Genghis Kan. Su ejército era de cincuenta y cinco mil arqueros, mientras que sus hijos estaban a la cabeza de ejércitos de tamaños similares. Patricia Ebrey escribe sobre este punto que la población mongola de la época no debía exceder los 1,5 millones de individuos; los mongoles así ampliaron sus filas empleando kitanos y chinos del grupo étnico Han "que no tenían gran lealtad a sus líderes kitanos». Después del asesinato del emperador Jin Weishaowang por un general yurchen en 1213 y el ascenso al trono del emperador Xuanzong Jin, se negoció un acuerdo de paz entre los Jin y los mongoles en 1214. Gengis Kan transformó el Estado Jin en un Estado vasallo del Imperio mongol. Sin embargo, cuando la corte Jin se trasladó de Pekín a Kaifeng, Gengis Kan percibió este desplazamiento como un signo de revuelta. Atacó la antigua capital de los Jin, Pekín, saqueándola y quemándola. Los Jin fueron de nuevo atacados por los mongoles en 1229 tras la ascensión al trono de Ogodei. Según los informes de 1232, escritos por el comandante Chizhan Hexi, los yurchen opusieron una valiente resistencia contra los mongoles, se las arreglaron para atemorizarlos y desmoralizarlos durante el sitio de Kaifeng, mediante del uso de bombas y lanzallamas. Sin embargo, la capital finalmente cayó durante su asedio en 1233. El año 1234 marcó la caída final de la dinastía Jin, derrotada por los mongoles.
El Imperio tangut más tarde experimentó un destino similar al de la dinastía Jin. Si bien eran vasallos de los mongoles, los tangut buscaron trabar alianzas con los Jin y los Song. Por lo tanto, el imperio mongol los consideraba poco confiables y lanzó un ataque contra ellos. Gengis Kan murió en 1227 durante el asedio de cinco meses a su capital. Juzgado responsable de esta muerte, el último líder tangut fue golpeado hasta la muerte cuando trataba de abandonar la ciudad con una parte de su séquito. En 1227, la dinastía tangut cayó ante los mongoles.

## Invasión mongola y fin de la dinastía Song
Después de la muerte de Gaozong y la aparición de los mongoles, la dinastía Song estableció una alianza militar con estos con la esperanza de finalmente lograr derrocar a la dinastía Jin (1115-1234). Decenas de miles de carros llenos de grano se enviaron para apoyar al ejército mongol durante el asedio de Kaifeng. Después de la caída de los Yurchen en 1234, los generales de los Song del Sur rompieron la alianza al capturar las tres capitales históricas Kaifeng, Luoyang y Chiang. Sin embargo, estas ciudades, devastadas por años de guerra, carecían de recursos económicos y potencial de defensa. Esta ruptura de la alianza condujo a un conflicto armado entre los mongoles y los Song. Las fuerzas de Ogodei Kan conquistaron cincuenta y cuatro de los cincuenta y ocho distritos de Sichuan en 1236, matando a más de un millón de personas en la ciudad de Chengdu, capturadas por los mongoles sin mucha dificultad.

### Campaña de Möngke

Expansión del imperio mongol durante el hasta la muerte de Kublai Khan en 1294. Los límites de la dinastía Yuan se muestran en púrpura en el último mapa.

Los mongoles obtuvieron sus mayores victorias con Möngke Kan, famoso por sus batallas en Rusia y Hungría, durante la invasión de Europa, y por la destrucción de la familia Ch'oe de Corea en 1258. En 1252, Möngke envió a su hermano menor Kublai a conquistar el reino de Dali en el sudoeste (actual provincia de Yunnan); esta campaña, realizada desde el verano de 1253 hasta el comienzo del año 1254, finalizó con una victoria. Möngke emprendió una campaña militar en el norte de Vietnam, que esta vez fracasó. En 1258, después de saquear la Bagdad medieval y poner fin al califato abasí y la Edad de Oro islámica, Möngke envió a sus generales más ilustres y a su hermano Hulagu al este para invadir Siria y Egipto. Mientras tanto, penetró cada vez más en el territorio Song hasta que fue asesinado durante el asedio de la ciudad de Chongqing, el 11 de agosto de 1259. Hay varias versiones de las circunstancias de su muerte; algunas mencionan una lesión infligida por una flecha, otros disentería o cólera. Cualquiera que fuera la causa, la muerte de Möngke puso fin a la invasión a los Song del Sur y provocó una crisis de sucesión que finalmente se resolvió en favor de Kublai Kan. Los principales ejércitos mongoles de Hulagu desplegados en Medio Oriente fueron llamados a Mongolia. Hulagu debió participar en la reunión tribal tradicional Kurultai para designar al nuevo Kan mongol.  Los mamelucos de Egipto aprovecharon esta retirada para contraatacar a los mongoles. Las fuerzas de Mongolia bajo el mando del cristiano Kitbuqa finalmente fueron derrotadas en un asalto final en la batalla de Ain Yalut. Esto marcó un descanso en las conquistas mongolas en el oeste, pero en el este, el conflicto con la dinastía Song continuó.

### Una frontera fluctuante

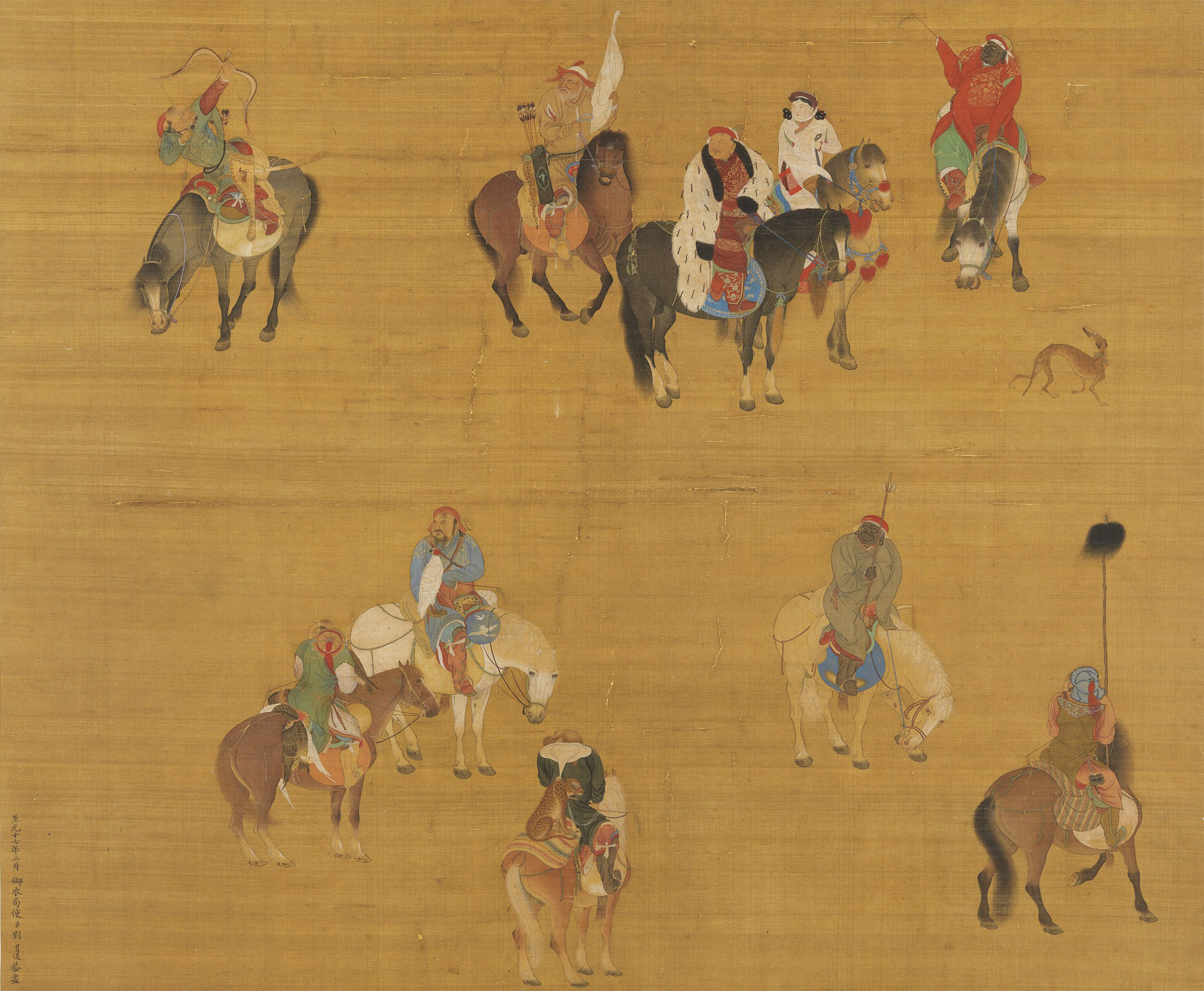
Pintura de Kublai Kan durante una partida de caza con sus guardias, obra del artista Liu Guandao, 1280.

Cuando las fuerzas de Möngke detuvieron su avance inmediatamente después de su muerte, los ejércitos de su hermano menor Kublai continuaron luchando contra los Song del Sur a lo largo del río Yangtsé durante otros dos meses hasta el otoño de 1259. Durante una tormenta, Kublai intentó un atrevido cruce del río y atacó a las tropas de los Song del Sur en el otro lado. Ambas partes sufrieron grandes pérdidas, pero las tropas de Kublai salieron victoriosas y pusieron un pie en la orilla sur del Yangzi Jiang. El líder mongol se estaba preparando para tomar la ciudad amurallada de Ezhou. El primer ministro de la dinastía Song, Jia Sidao (贾似道), encargó al general Lü Wende que reforzara las defensas de Ezhou. El 5 de octubre, Lü consiguió rodear las fuerzas mal preparadas de Kublai y entró en la ciudad. Jia Sidao después envió a su general y al emisario Song Jing para negociar un acuerdo tributario con Kublai. Le ofreció un tributo de plata anual, como el que se le pagó anteriormente a los kitanos, a cambio de los territorios sureños del río Yangtsé, capturados por los mongoles. Kublai, cuyas fuerzas en el otro lado estaban firmemente establecidas, rechazó la proposición. Sin embargo, suspendió la guerra para ir al norte con una gran parte de sus tropas, con el fin de contrarrestar a su hermano rival Ariq Böke, quien acababa de lanzar un movimiento de tropas hacia la base de Kublai en Xanadú.
La ausencia de Kublai del frente fue percibida por el primer ministro Jia Sidao como una oportunidad para aprovecharla. Por lo tanto, ordenó la reanudación del conflicto armado. Su ejército derrotó al pequeño destacamento dejado por Kublai al sur del río Yangtsé, y los Song recuperaron los territorios previamente perdidos. Con su aliado Hulagu luchando contra la Horda de Oro, y sus propias fuerzas empeñadas en luchar contra su hermano rival Ariq Böke, Kublai no pudo responder a las hostilidades provenientes del sur. El 21 de mayo de 1260, envió a su embajador Hao Jing y otros dos consejeros para negociar con los Song del Sur. A su llegada y en los primeros intercambios diplomáticos, Jia Sidao ordenó el encarcelamiento de los embajadores de Kublai.  A pesar de esta afrenta, Kublai se vio obligado a centrarse en la amenaza de su hermano y rival. De 1260 a 1262, las fuerzas Song hostigaron la frontera sur de Kublai, obligándolo a reaccionar con pequeñas incursiones hasta 1264, cuando su hermano se rindió, poniendo fin a la guerra civil mongola. En 1265, después de cinco años de conflicto, estalló una primera gran batalla en la provincia de Sichuan, que terminó en una victoria preliminar de Kublai y un considerable botín de guerra de 46 buques de guerra Song.

### Creciente descontento

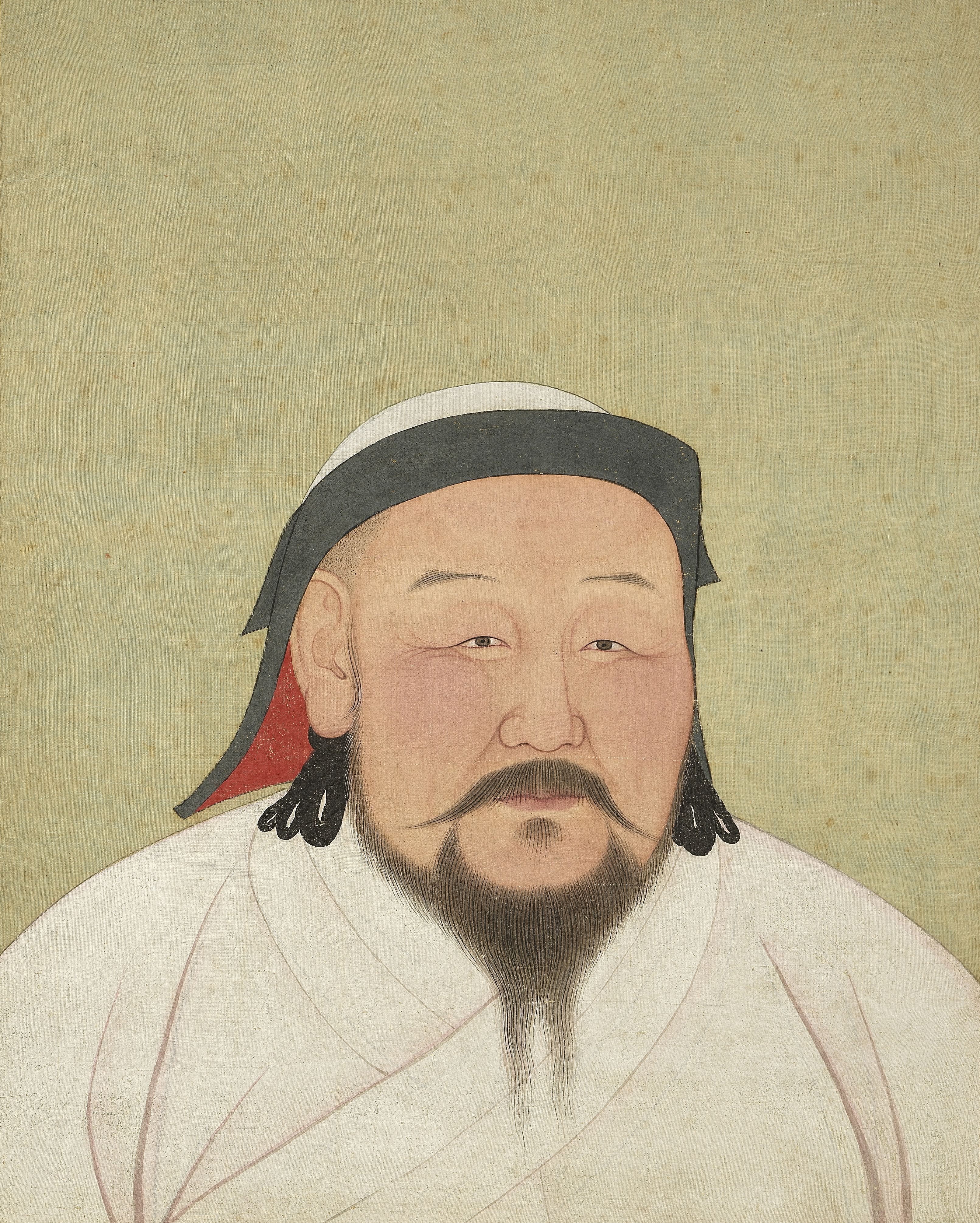
Kublai Kan fue jefe del Imperio mongol como Gran kan entre 1260 y 1271. Desde 1271 hasta su muerte en 1294, fue emperador de China, fundando la dinastía Yuan que terminó en 1368.

Mientras Kublai se concentraba en el norte, la corte de los Song movilizó a su gente y confiscó todos los recursos disponibles para el esfuerzo bélico. A mediados del siglo XIII, el gobierno de los Song dirigido por Jia Sidao comenzó a confiscar tierras propiedad de los ricos, con el fin de recaudar fondos en un plan para nacionalizar la tierra. Estas medidas tuvieron el efecto negativo de echar a los terratenientes ricos y acelerar la división del imperio: los terratenientes y comerciantes ricos prefirieron aceptar la conquista mongola que consideraban inevitable, en lugar de pagar cada vez más impuestos para apoyar el esfuerzo de guerra.
La oposición política contra el primer ministro Jia Sidao también estaba aumentando. Jia Sidao eliminó a varios funcionarios disidentes que se opusieron a sus reformas dirigidas a la corrupción y los beneficios personales de los servidores públicos. Cuando el primer ministro los reemplazó con parientes, aumentó el descontento en la corte y entre la nobleza, que demandó una fuerza poderosa y unificada liderada por Kublai. Este utilizó varios esquemas para atraer desertores de los Song del sur para unirse a su facción. Estableció su nueva capital en Dadu (actual Pekín) en 1264, y organizó recepciones para los chinos con su consejero Liu Bingzhong. Le dio a su dinastía un nombre chino que significa Primero (Yuan). Finalmente, prometió proporcionar tierras, ropa y bueyes a los chinos de la dinastía Song del Sur que se le unieran. Kublai Kan dio muestras de sabiduría moral al liberar prisioneros Song, mientras que Jia Sidao se negaba a hacer lo mismo con el embajador de Kublai, Hao Jing. En 1261, Kublai liberó personalmente a setenta comerciantes de los Song capturados en la frontera. En 1263, liberó a otros cincuenta y siete, en 1269 otros cuarenta y cinco. En 1264, personalmente reprendió a sus propios oficiales después de la ejecución sin juicio o investigación de dos generales Song. Estos actos permitieron al líder de Mongolia mejorar su reputación y legitimidad frente a los chinos.

### Batalla de Xiangyang
El asedio de la ciudad de Xiangyang fue un largo conflicto que duró de 1268 a 1273. La ciudad, vecina de Fancheng, se encuentra en la orilla opuesta del Han Jiang y es la última barrera fortificada de la ruta del Yangzi Jiang. Kublai primero intentó matar de hambre a la ciudad cortando sus líneas de suministro mediante la imposición de un gran bloqueo naval en el río Han Jiang. Gracias al tránsfuga de los Song, Liu Zheng, que aconsejó a Kublai reforzar la fuerza naval de la dinastía Yuan, la operación se pudo llevar a cabo. En varias ocasiones, en agosto de 1269, marzo de 1270, agosto de 1271 y septiembre de 1272, los Song del Sur intentaron romper el bloqueo Yuan con su propia marina, pero cada intento terminó con la pérdida de miles de hombres y cientos de barcos. Una fuerza internacional, formada por chinos, yurchen, koryos, mongoles, uigures y musulmanes del Medio Oriente, participaron en el asedio central de Kublai proporcionando barcos y artillería. Una vez que el asedio terminó y la ciudad fue capturada, durante el verano de 1273, Kublai nombró al general chino Shi Tianze y al general turco Bayan, comandantes en jefe de las fuerzas armadas. Sin embargo, Shi Tianze murió en 1275. Bayan se encontró a la cabeza de 200 000 hombres (en su mayoría chinos Han).

### Resistencia final

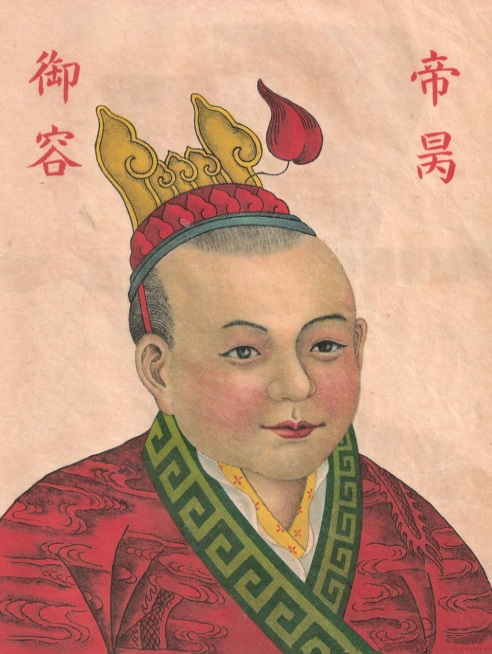
Emperador Song Bing, último emperador de la dinastía Song.

En marzo de 1275, el ejército de Bayan se enfrentó al ejército del primer ministro Jia Sidao, con una fuerza de 130 000 hombres. El choque giró en favor de Bayan, y Jia se ve obligado a retirarse después de la deserción de algunas de sus tropas. Sus rivales aprovecharon este oportuno momento para castigarlo; Jia fue despojado de su rango, título y funciones y la corte lo envía al exilio en Fujian. En el camino a Fujian, fue asesinado por el comandante encargado de escoltarlo. Después de su muerte, muchos de sus seguidores y exministros se rindieron a Bayan. En 1276, el ejército Yuan conquistó casi todo el territorio de los Song del Sur, incluida la capital, Hangzhou.
Mientras tanto, los rebeldes restantes de la corte Song huyeron a Fuzhou. El emperador Song Gong dejó atrás a la emperatriz viuda que se sometió a Bayan, horrorizada por la magnitud de la masacre de Changzhou.Ebrey, Walthall y Palais, 2006, p. 241 Antes de la conquista de la capital, la emperatriz Dowager Xie (1208-1282) intentó una negociación final con Bayan, prometiendo un tributo anual a la dinastía Yuan, pero sus propuestas fueron rechazadas. Una vez agotados todos los recursos diplomáticos, la emperatriz entregó el sello imperial de la dinastía Song a Bayan, un gesto que constituía «un símbolo inequívoco de capitulación». Después de la sumisión del emperador Gong, Bayan ordenó que se respete a la familia imperial Song y se prohibió el saqueo de sus tumbas y tesoros. Kublai le otorgó al exemperador el título de Duque de Ying, pero finalmente se exilió al Tíbet donde abrazó la vida monástica en 1296.
Cualquier esperanza de resistencia descansaba en los dos hermanos jóvenes del emperador Song Gong. El mayor, Zhao Shi, que solo tenía nueve años, se declaró emperador el 14 de junio de 1276 en Fuzhou. La corte encontró refugio en Quanzhou y buscó una alianza con el intendente superior del transporte marítimo, el musulmán Pu Shougeng. Sin embargo, este último se alió secretamente con Kublai, lo que obligó a la corte Song a huir en 1277.
El tribunal después se refugió en Mui Wo en Lantau (ubicación actual de Kowloon City en Hong Kong). El emperador enfermó y murió el 8 de mayo de 1278 a la edad de solo diez años. Su hermano menor lo sucedió, cuando solo tenía siete años, y se convirtió en el emperador Song Bing. El monumento de Sung Wong Toi en Kowloon es una recuerdo de su entronización. El 19 de marzo de 1279, el ejército Song perdió su batalla final, la Batalla de Yamen, derrotado por el ejército Yuan capitaneado por el general chino Zhang Hongfan en el Delta del río de las Perlas. El primer ministro Song, Lu Xiufu, habría tomado al niño emperador en sus brazos y habría saltado de su nave para hundirse, causando su muerte por ahogamiento.
Con la muerte de su último emperador, la China de los Song llegó a su fin, mientras que Kublai establecía el reino de la dinastía Yuan que abarcaba China, Mongolia, Manchuria, Tíbet y Corea. Durante los próximos cien años, los chinos vivirían bajo una dinastía establecida y dirigida por mongoles. No fue si no hasta 1368 cuando China fue nuevamente gobernada por los chinos Han, con la dinastía Ming.

## Literatura histórica

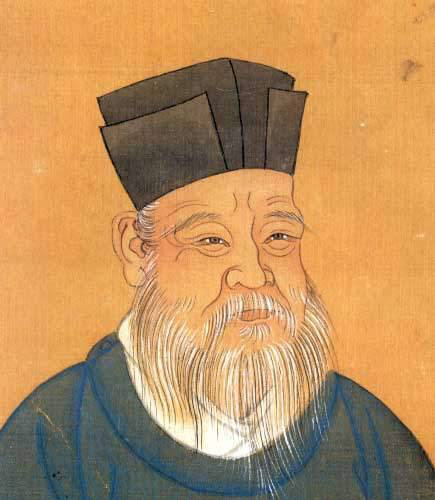
Zhu Xi (1130-1200), filósofo neoconfuciano, autor de Tongjian Zizhi, un texto histórico originalmente compilado por Sima Guang.

Durante la dinastía Song, el Tongjian Zizhi (en chino tradicional, 資治通鑒; en chino simplificado, 资治通鉴; Wade-Giles, Tzu-chih t’ung-chien; literalmente, ‘Espejo comprensivo para ayudar al gobierno’) se compiló en el siglo XI. Constituye una enorme obra de la historiografía china y aporta un enfoque escrito de la historia universal de China. La compilación fue ordenada por primera vez por el emperador Yingzong en 1065. Un equipo de funcionarios encabezado por Sima Guang presentó el trabajo terminado al emperador Song Shenzong en 1084. el escrito está compuesto por 294 volúmenes y tiene alrededor de 3 millones de personajes. El Tongjian Zizhi aborda los personajes, lugares y eventos de la historia china desde el comienzo del periodo de los Reinos combatientes en 403 a. C. hasta el comienzo de la Dinastía Song en 959. Su tamaño, concisión y gestación se comparan a menudo con el innovador trabajo de historiografía china compilado por el historiador Sima Qian (-145 -90), conocido como Shiji. Este trabajo histórico ese compiló y condensó en cincuenta y cinco libros diferentes por el filósofo neoconfuciano Zhu Xi en 1189; su trabajo fue completado por sus estudiantes poco después de su muerte en 1200. Durante la dinastía Qing de los manchúes en 1708, el libro fue reimpreso; poco después de 1737, el religioso jesuita Joseph-Anne-Marie de Moyriac de Mailla (1679-1748) lo tradujo. También fue traducido y publicado por el astrónomo jesuita Antoine Gaubil en 1759, cuyos estudiantes fundaron una escuela rusa de sinología.
Otra fuente histórica del período Song es la gran enciclopedia Cefu Yuangui publicada en 1013, uno de los cuatro grandes libros de los Song. Dividido en 1000 volúmenes con 9,4 millones de caracteres, este libro proporciona información importante sobre los ensayos políticos del período, biografías en profundidad sobre los líderes; discute varios temas y transcribe una gran cantidad de memorias y decretos emitidos por la corte imperial.
Sin embargo, la historia oficial de la dinastía Song se consigna en Song Shi en 1345 durante la dinastía Yuan. La historia de los yurchen de la dinastía Jin, el Jin Shi, se escribe el mismo año. Este libro histórico es parte de las Veinticuatro Historias de China.